# Confine tra Germania Est e Germania Ovest
Il confine tra Germania Est e Germania Ovest (in tedesco innerdeutsche Grenze o deutsch–deutsche Grenze, inizialmente anche Zonengrenze) è stata la frontiera tra la Repubblica Democratica Tedesca (DDR, Germania Est) e la Repubblica Federale di Germania (BRD, Germania Ovest) tra il 1949 e il 1990. Escludendo il Muro di Berlino, analogo nella funzione ma fisicamente separato da essa, il confine misurava 1 393 km e correva dal mar Baltico alla frontiera con la Cecoslovacchia.
Fu costituito formalmente il 1º luglio 1945 come confine tra le zone di occupazione della Germania britannica, statunitense e francese e la zona di occupazione sovietica della Germania. Sul lato orientale divenne una delle frontiere più fortificate, definita da una linea continua di alte recinzioni metalliche, muri, fili spinati, fossati, torrette d'osservazione, allarmi, trappole e campi minati. Era pattugliato da 50 000 guardie armate della DDR a fronte di decine di migliaia di guardie e militari della Germania Ovest, del Regno Unito e degli Stati Uniti. Nelle immediate retrovie del confine, erano di stanza oltre un milione di militari della NATO e del Patto di Varsavia.
Il confine fu la manifestazione fisica della metaforica cortina di ferro di Winston Churchill che separava i blocchi sovietico e occidentale durante la guerra fredda, segnando il confine tra i due sistemi ideologici della democrazia capitalista e del comunismo monopartitico. Fortificato a più riprese dalla Germania Est tra il 1952 e la fine degli anni 1980, fu realizzato per fermare l'emigrazione di cittadini tedesco-orientali verso l'Ovest. Si calcola che nei suoi 45 anni di esistenza siano morte circa 1 000 persone nel tentativo di attraversarlo. Causò degrado economico e sociale su entrambi i lati; i cittadini della DDR che vivevano nelle sue vicinanze furono sottoposti a restrizioni draconiane.
Il più noto Muro di Berlino ne era fisicamente separato, meno complesso e molto più corto - 155 km - ed era una barriera che circondava Berlino Ovest, essendo stata Berlino suddivisa in zone di influenza come il resto della Germania nonostante si trovasse in piena zona di occupazione sovietica, facendone una enclave. I lavori per la realizzazione del muro iniziarono nelle prime ore di domenica 13 agosto 1961, con la stesura di una prima recinzione di filo spinato sorvegliata da guardie armate, e proseguiti con la costruzione del vero e proprio muro, che ha da subito interrotto strade, linee di comunicazione e diviso famiglie di parenti e amici per i successivi 28 anni.
Il 9 novembre 1989 il governo della Germania Est annunciò l'apertura del Muro di Berlino e della frontiera intra-tedesca. Nei giorni successivi, milioni di cittadini tedesco-orientali si recarono a ovest, centinaia di migliaia si trasferirono permanentemente e i controlli di frontiera erano divenuti poco più di una formalità. Il confine tra le due Germanie fu completamente abbandonato il 1º luglio 1990, esattamente 45 anni dopo la sua creazione e solo tre mesi prima della riunificazione tedesca.
Poco rimane delle fortificazioni allora esistenti. Il suo percorso è divenuto parte di una "European Green Belt" che collega parchi nazionali e riserve naturali lungo il tracciato di quella che era la "cortina di ferro" dal circolo polare artico al mar Nero. Lungo il suo tracciato, musei, memoriali e elementi conservati delle strutture originarie ricordano la divisione e la riunificazione della Germania.

## Lo sviluppo

### Le origini
Il confine intra-tedesco si originò dai piani delle forze Alleate della seconda guerra mondiale per dividere la Germania sconfitta in zone di occupazione. I confini tra queste zone furono tracciati lungo i confini territoriali degli Stati e delle province tedesche del XIX secolo, scomparsi con l'unificazione della Germania nel 1871. Ci si accordò su tre zone, grossomodo di pari estensione: una britannica nel Nord-ovest, una americana nel Sud e una sovietica nell'Est. Alla Francia fu successivamente concessa una quarta zona (piano Monnet) all'estremo ovest, ritagliandola dalle zone americana e britannica.
La divisione della Germania fu messa in pratica il 1º luglio 1945. A causa di un loro inaspettatamente rapido avanzamento attraverso la Germania centrale nelle ultime settimane della guerra, le truppe anglo-americane occuparono ampie parti del territorio assegnato alla zona sovietica. Il successivo ripiegamento delle truppe occidentali spinse molti tedeschi a fuggire verso occidente per sottrarsi all'occupazione sovietica.
Gli Alleati inizialmente lavorarono insieme sotto la direzione dell'Allied Control Council (ACC) per la Germania. La cooperazione tra gli alleati occidentali e l'Unione Sovietica si ruppe per i disaccordi sul futuro politico ed economico della Germania. Nel maggio del 1949 le tre zone di occupazione occidentale furono fuse nella Repubblica Federale Tedesca (Bundesrepublik Deutschland, BRD) con un governo scaturito da libere elezioni. La zona sovietica divenne la Repubblica Democratica Tedesca (Deutsche Demokratische Republik, DDR) governata dal locale partito comunista (SED).
Fin dall'inizio, la Germania Ovest e gli Alleati non riconobbero alcuna legittimazione alla Germania Est. La Germania Est fu ritenuta una creazione comunista/sovietica priva di un governo liberamente e legalmente eletto. La Germania Ovest considerò la cittadinanza tedesca applicabile anche ai cittadini dell'Est, garantendo automaticamente piena cittadinanza, residenza e diritto al lavoro a ogni tedesco dell'Est che riuscisse a emigrare all'Ovest. Questo fu un grosso incentivo alla fuga per i cittadini della Germania Est.
Il governo della Germania Est, dal canto suo, ribadì la piena legittimità dell'esistenza dello Stato e definì la Germania Ovest come un territorio nemico (feindliches Ausland), una nazione capitalista e semi-fascista, sfruttatrice dei suoi cittadini e tesa a riconquistare i territori perduti del Terzo Reich.

### 1945–1952: il "confine verde"
Fasi di sviluppo del confine tra le Germanie

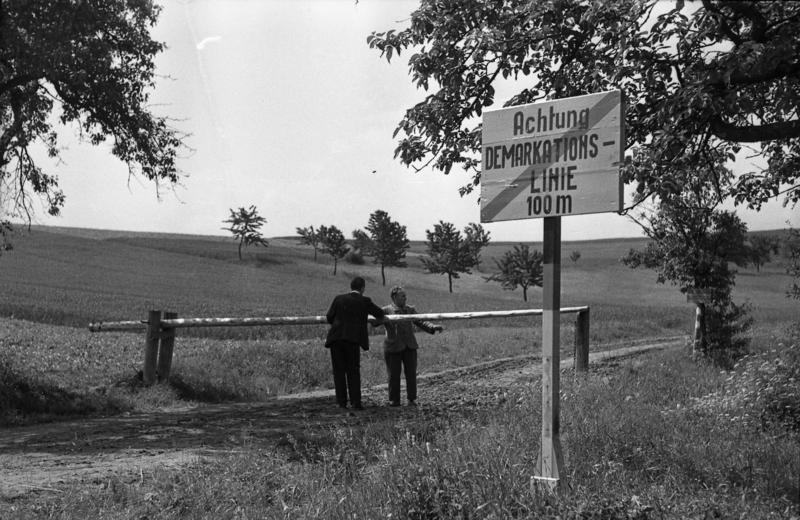
Il confine prima della fortificazione: una barriera interzonale vicino ad Asbach, in Turingia, 1950
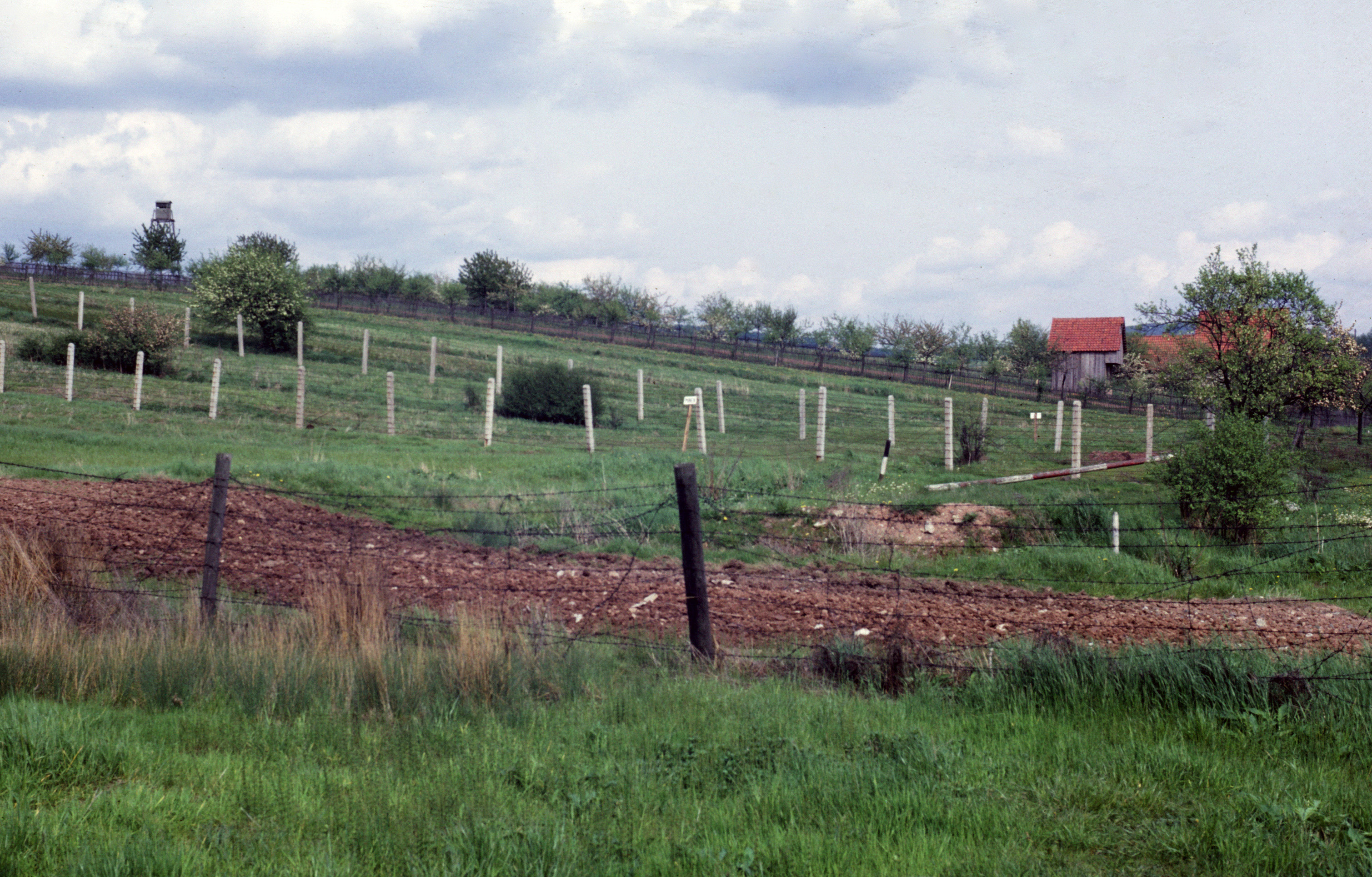
Il confine rafforzato nel 1962, con filo spinato, torrette di sorveglianza e campi minati

Nei primi giorni dell'occupazione gli Alleati controllarono il traffico tra le zone per gestire il flusso dei rifugiati e impedire la fuga di ex ufficiali nazisti e dell'intelligence. Questi controlli furono gradualmente alleggeriti tra le zone occidentali, ma inaspriti tra le zone occidentali e quella sovietica già nel 1946, per arginare il flusso di rifugiati politici ed economici in uscita dalla zona sovietica. Tra l'ottobre del 1945 e il giugno del 1946, si calcola che circa 1,6 milioni di tedeschi si trasferirono nelle zone occidentali.
Il confine tra le zone occidentali e orientale divenne via via più rigido al deteriorarsi delle relazioni tra gli Alleati e i sovietici. Dal settembre 1947, un regime sempre più severo fu imposto ai confini della zona orientale. Il numero di soldati sovietici sul confine fu aumentato e integrato con guardie di confine tratte dalla neo-costituita Volkspolizei ("polizia del popolo"). Molti punti di passaggio clandestini furono bloccati con fossati e barricate. Anche i tedeschi occidentali aumentarono la sorveglianza con l'istituzione nel 1952 delle forze di protezione dei confini federali (Bundesgrenzschutz o BGS, 20 000 uomini), furono tuttavia le forze militari Alleate - britanniche a nord, americane a sud - a mantenere il controllo militare sulla sicurezza del confine.
La linea di confine era comunque relativamente facile da attraversare in entrambe le direzioni, specie nelle aree rurali. Gli abitanti delle zone limitrofe erano in grado di mantenere campi sull'altro lato, o vivere in una zona e lavorare nell'altra. Per i rifugiati era possibile attraversare il confine clandestinamente o corrompere le guardie e il contrabbando era frequente. Nonostante il rafforzamento ai confini, il flusso di emigrati verso ovest rimase consistente: 675 000 persone fuggirono verso la Germania Ovest tra il 1949 e il 1952.

### 1952–1967: il "regime speciale"
La relativa permeabilità del confine terminò bruscamente il 26 maggio 1952, quando la DDR implementò un "regime speciale per la linea di demarcazione", giustificandolo come una misura per tenere lontani "spie, eversori, terroristi e contrabbandieri". La Germania Est tentava di arginare il continuo esodo dei suoi cittadini, che minacciava la sostenibilità dell'economia dello Stato.
Una striscia di terreno arato larga 10 metri fu creata lungo l'intero dipanarsi del confine. Un'adiacente "striscia di protezione" (Schutzstreifen) larga 500 metri venne posta sotto stretto controllo. Fu inoltre creata una "zona limitata" (Sperrzone) di altri 5 chilometri, accessibile solo ai possessori di un adeguato permesso. Le zone lungo il confine furono disboscate per consentire una visuale ininterrotta ed eliminare potenziali rifugi. Furono abbattute le case troppo vicine al confine, chiusi ponti e installati numerosi sbarramenti di filo spinato. Ai contadini era permesso di lavorare nei campi lungo il confine solo nelle ore del giorno e in presenza di una scorta armata, autorizzata a far fuoco qualora i suoi ordini non fossero eseguiti.
Entrambe le comunità di frontiera subirono una lacerazione sociale. Fattorie e miniere vennero spezzate in due dalla chiusura improvvisa del confine. Oltre 8 300 cittadini tedesco-orientali che vivevano lungo il confine furono trasferiti a forza tramite un programma dal nome in codice "operazione parassiti" (Aktion Ungeziefer). Altri 3 000 fuggirono a ovest. Il sigillo attorno alla nazione fu esteso nel luglio 1962, quando la DDR dichiarò l'intera sua costa sul mar Baltico zona di confine, sottoposta a limitazioni e restrizioni.
Anche il confine tra le due parti di Berlino fu irrigidito, ma non completamente chiuso; i tedeschi dell'Est erano ancora in grado di passare nella parte occidentale. Questo rese Berlino la rotta principale per emigrare a ovest. Si calcola che tra il 1949 e la costruzione del Muro di Berlino nel 1961, circa 3,5 milioni di cittadini tedesco-orientali (un sesto dell'intera popolazione) siano emigrati a ovest principalmente passando per Berlino. Fino al 1961, anno in cui fu completato un nuovo anello ferroviario di 125 chilometri attorno a Berlino Ovest, un modo per uscire dalla DDR era saltare dai treni che attraversavano il territorio di Berlino Ovest.

### 1967–1989: la "frontiera moderna"

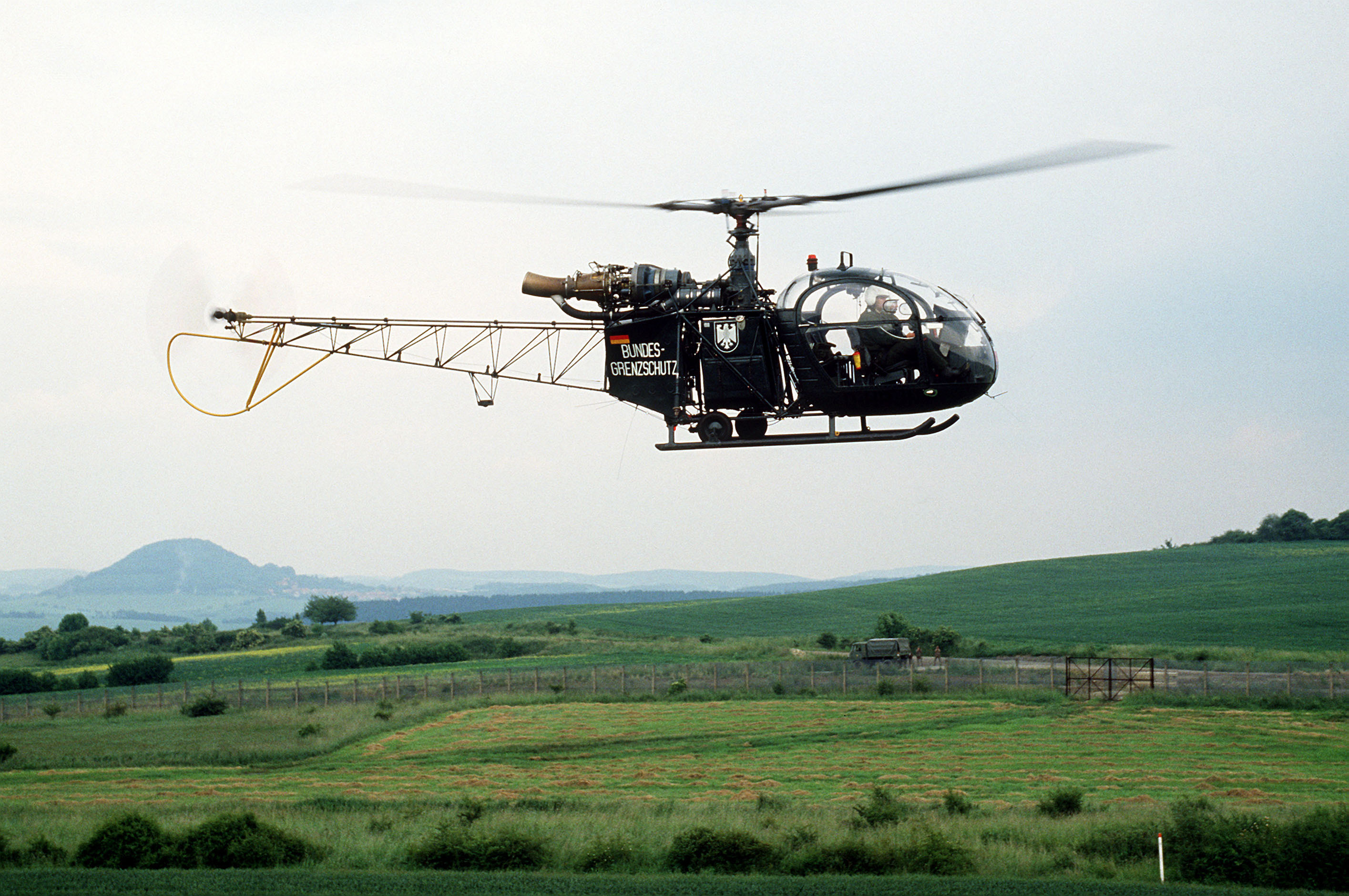
Un elicottero Bundesgrenzschutz Alouette II pattuglia il lato occidentale del confine intra-tedesco, 1985

La DDR decise di rafforzare le fortificazioni alla fine degli anni 1960, per realizzare una "frontiera moderna" che fosse difficile da attraversare. I reticolati di filo spinato furono sostituiti da alte barriere di lamiera stirata, mine anti-uomo, fossati anti-veicolo, trappole, allarmi e strade di pattugliamento. Le torrette di legno furono sostituite con torrette prefabbricate in cemento e bunker di osservazione.
La costruzione delle nuove strutture di frontiera iniziò nel settembre 1967. Furono costruiti circa 1 300 km di sbarramenti, solitamente ancora più arretrati dalla linea geografica dei precedenti reticolati di filo spinato. Il programma di rafforzamento proseguì oltre il 1980 e nel giro di un decennio ridusse il numero di fuggiaschi da circa 1 000 all'anno a circa 120 l'anno negli anni 1970.
L'introduzione della Ostpolitik del cancelliere della Germania Ovest Willy Brandt alla fine degli anni 1960 ridusse la tensione tra i due Stati tedeschi. Portò a una serie di accordi e trattati nei primi anni 1970, il più significativo fu quello con cui i due Stati riconobbero reciprocamente le loro sovranità e si impegnarono ad appoggiarsi a vicenda nella richiesta di aderire alle Nazioni Unite, benché i tedeschi dell'Est che raggiungevano la Germania Ovest mantennero il diritto di chiedere un passaporto occidentale. L'obiettivo della riunificazione fu accantonato dalla Germania Ovest e interamente abbandonato dalla Germania Est. Furono aperti valichi di passaggio tra i due Stati, ma le fortificazioni vennero mantenute.
Nel 1988 il governo della DDR considerò l'idea di sostituire le invasive e costose fortificazioni con un sistema ad alta tecnologia dal nome in codice Grenze 2000 basato su tecnologie adottate dall'Armata Rossa durante la guerra in Afghanistan. Il piano tuttavia non fu realizzato.

## Impatto sociale ed economico

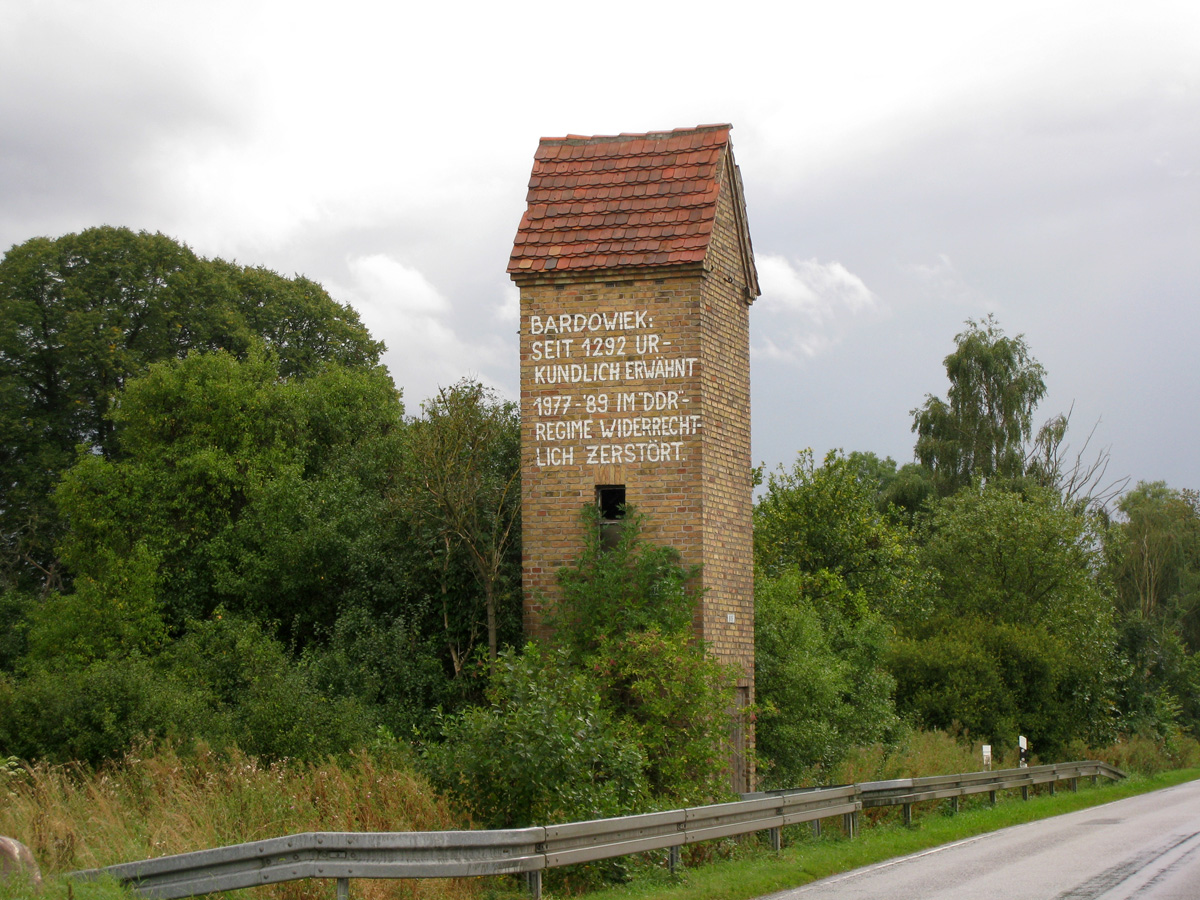
Ciò che resta del villaggio tedesco-orientale di confine di Bardowiek, raso al suolo negli anni 1970. L'iscrizione sulla torre superstite recita: "Bardowiek: menzionato in fonti storiche risalenti al 1292; illegalmente distrutto tra il 1977 e il 1989 dal regime della DDR."

La chiusura del confine ebbe un sostanziale impatto sull'economia e sulla società delle due metà della Germania. Le vie di collegamento trans-frontaliere furono per la maggior parte interrotte; 10 linee ferroviarie principali, 24 linee ferroviarie secondarie, 23 autostrade e strade nazionali, 140 strade regionali e migliaia di strade minori, sentieri e canali furono bloccati o interrotti. Il massimo livello di chiusura fu registrato nel 1966, in cui vennero lasciati aperti solo sei linee ferroviarie, tre autostrade, una strada regionale e due canali. Quando le relazioni tra i due paesi si alleggerirono negli anni 1970, la DDR concesse di aprire più valichi in cambio di assistenza economica. Posta e telefono operarono senza interruzioni durante la guerra fredda, ma i pacchi e la corrispondenza venivano regolarmente ispezionati e le telefonate monitorate dalla polizia segreta della Germania Est.
L'impatto economico della frontiera fu stridente. Molte città e centri abitati furono separati dai loro mercati e hinterland economici, provocando un declino economico e demografico delle aree a ridosso del confine. I due Stati tedeschi risposero in maniera differente alla situazione. La Germania Ovest fornì sussidi economici alle comunità in un programma di "aiuto alle regioni di confine" varato nel 1971 per salvarle dal declino totale. Infrastrutture e business lungo il confine beneficiarono di sostanziali investimenti statali.
Per le comunità della Germania Est fu molto più difficile, perché il paese era più povero e il governo impose loro forti restrizioni. Le regioni di confine furono progressivamente spopolate attraverso l'eliminazione di numerosi villaggi e il trasloco forzato dei loro abitanti. Le città di confine subirono draconiane restrizioni edilizie: agli abitanti fu proibito di costruire nuove case e persino di riparare quelle esistenti, provocando un netto degrado delle infrastrutture. Lo Stato aumentò del 15% l'introito degli abitanti della Sperrzone e della Schutzstreifen, ma questo non prevenne la contrazione della popolazione nelle zone di confine, a mano a mano che i giovani si spostavano altrove per cercare lavoro e migliori condizioni di vita.
La DDR pagò un grande costo economico per la creazione della zona di confine, la costruzione delle fortificazioni e il loro mantenimento. Nei circa 6 900 km² di territorio occupato dalle zone di confine - oltre il sei per cento della superficie dello Stato - l'attività economica fu pesantemente ridotta o cessò del tutto. L'effettivo costo del sistema della frontiera era un segreto di Stato gelosamente custodito e ancora non v'è certezza su quanto sia costato realizzarlo e mantenerlo. Le torrette di osservazione BT-9 costarono circa 65 000 marchi ciascuna e le barriere in lamiera stirata circa 151 800 marchi per chilometro. L'implementazione della "frontiera moderna" negli anni 1970 portò a un aumento dei costi del personale. La spesa annua totale per le truppe di confine della DDR salì da 600 milioni di marchi l'anno nel 1970 a quasi un miliardo nel 1983. All'inizio del 1989 gli economisti tedesco-orientali calcolarono che ogni arresto costò l'equivalente di 2,1 milioni di marchi, tre volte il "valore" medio di ogni lavoratore per lo Stato.

## Immagini del confine

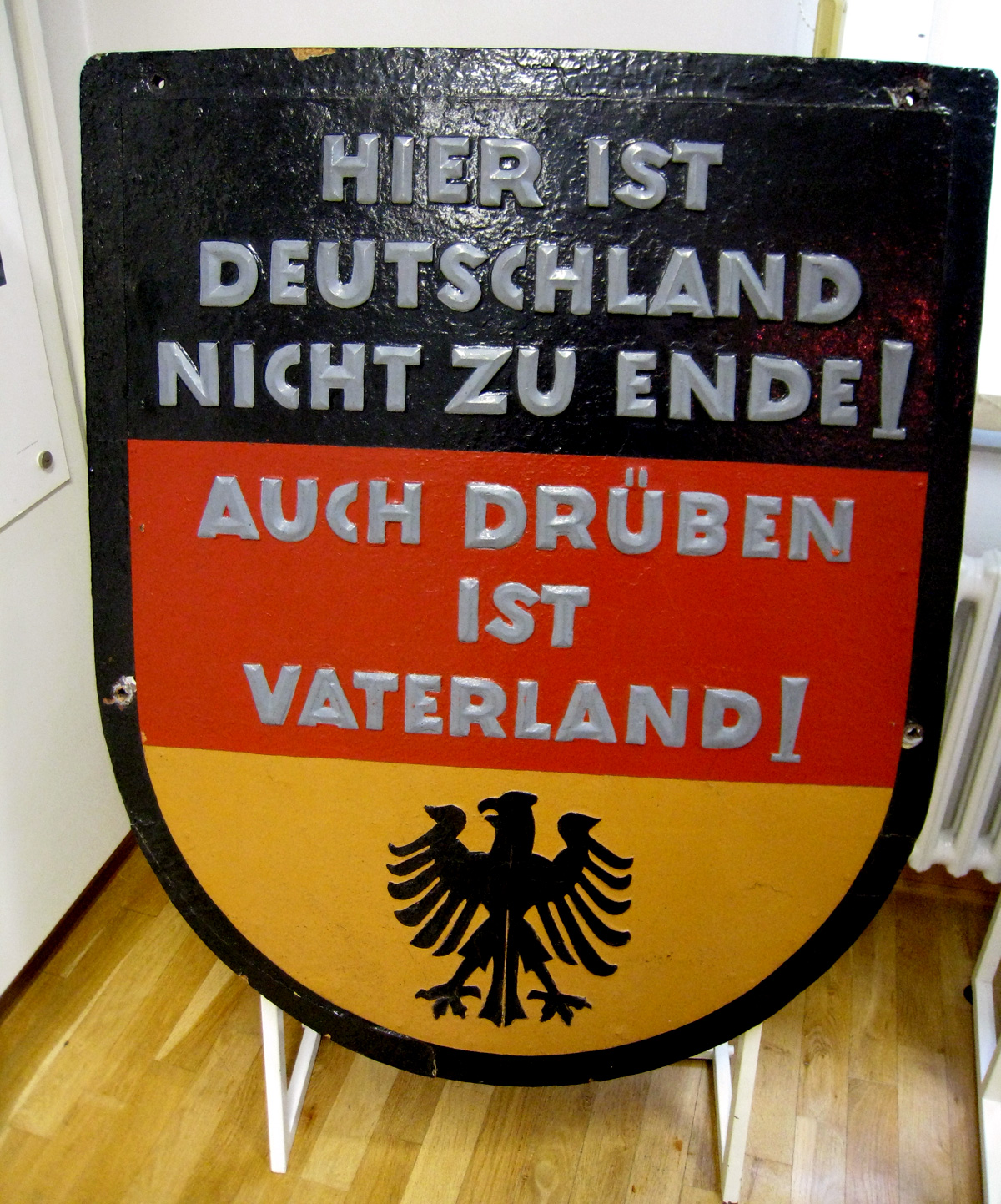
Il confine visto dal lato occidentale. La scritta recita: "La Germania non finisce qui. Anche dall'altra parte è patria!"

I due governi tedeschi promossero immagini molto diverse del confine. Per la DDR era una frontiera internazionale di uno Stato sovrano, nonché una difesa contro l'aggressione occidentale. Nel film Grenzer (guardia di frontiera), prodotto nel 1981 dalla propaganda dell'esercito tedesco-orientale, le truppe della NATO e della Germania Ovest venivano dipinte come forze spietate in marcia verso la Germania Est. I militari intervistati nel film descrivono la giustezza della loro causa e la minaccia posta da agenti occidentali, spie e agenti provocatori. I loro colleghi uccisi alla frontiera sono salutati come eroi e vengono mostrati gli scolari di Berlino Est salutare il loro memoriale.
La propaganda della Germania Ovest si riferiva invece al confine come a nient'altro che "la linea di demarcazione della zona di occupazione sovietica" enfatizzando la crudeltà e l'ingiustizia della divisione della Germania. Molti cartelli lungo il lato occidentale della frontiera recitavano "Hier ist Deutschland nicht zu Ende – Auch drüben ist Vaterland!" ("La Germania non finisce qui. Anche dall'altra parte è patria!")
Mentre la DDR teneva i propri cittadini lontani dalla frontiera, i tedeschi occidentali incoraggiavano attivamente il turismo nell'area, le zone in cui il confine era particolarmente intrusivo divennero vere e proprie attrazioni. Un esempio fu il villaggio diviso di Mödlareuth, in Baviera. Nel 1976 Associated Press riportava che "autobus di turisti occidentali vengono per farsi fotografare sullo sfondo dell'ultima città comunista fortificata[,] delle casematte in cemento armato e delle feritoie dei bunker visibili su un verde poggio su cui pascolano le mucche di un'azienda agricola collettiva."
Sempre in Baviera, a Zimmerau, nel 1966 fu costruita una torre di 38 metri (la Bayernturm) per dare ai visitatori l'opportunità di osservare le colline della Germania Est. Gli abitanti del villaggio tedesco-orientale di Kella si ritrovarono a essere un'attrazione turistica per gli occidentali nei decenni 1970 e 1980: un punto di osservazione, la "finestra su Kella", fu allestito su una collina vicina da cui i turisti potevano guardare attraverso il confine con binocoli e telescopi. Nel 1975 fu aperta una spiaggia nudista a ridosso del confine nel territorio della città portuale di Travemünde, sul mar Baltico. Spesso i visitatori cercavano di farsi fotografare nudi sotto l'incombente torretta di osservazione della frontiera; gli occidentali notarono "molto più movimento su quella torretta da quando la spiaggia nudista ha aperto".

## Le fortificazioni
Il lato orientale della frontiera era dominato da un complesso sistema di fortificazioni e zone di sicurezza, lungo oltre 1 300 km e ampio alcuni chilometri. Le fortificazioni furono realizzate nel 1952 e raggiunsero il picco di complessità e mortalità all'inizio degli anni 1980. Le guardie di frontiera orientali si riferivano ai due lati della frontiera come freundwärts - il "lato amico" - e feindwärts - il "lato nemico".

### La zona vietata
Una persona che avesse tentato un attraversamento clandestino della frontiera da est a ovest nel 1980 sarebbe dapprima entrata nella "zona vietata" (Sperrzone). Questa era un'area larga 5 chilometri che correva parallela al confine a cui l'accesso era severamente regolamentato. I suoi abitanti potevano entrarne e uscirne solo con un permesso speciale, non era loro permesso recarsi in altri villaggi della zona ed erano soggetti al coprifuoco notturno. Non erano zone recintate, ma le vie d'accesso erano bloccate da checkpoint.

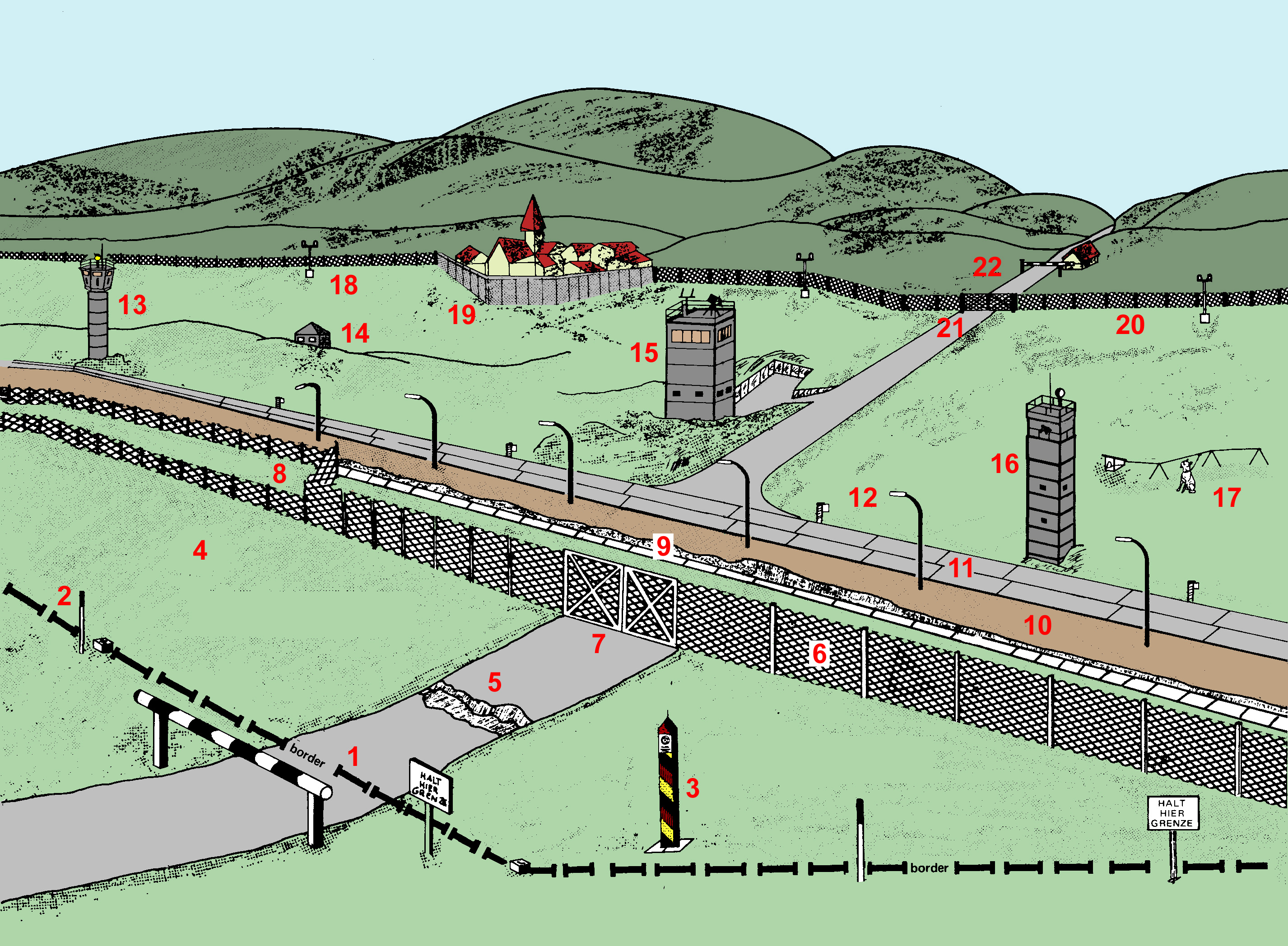
Un diagramma della terza generazione del sistema di frontiera (circa 1984)

Sull'altro lato della Sperrzone c'era la barriera di segnalazione (Signalzaun), una barriera continua in lamiera stirata lunga 1 185 km e alta due metri. La barriera era affiancata da filo spinato elettrificato a basso voltaggio. Se il filo era tagliato o toccato, scattava un allarme al posto di guardia più vicino.

### Striscia di protezione
Sull'altro lato della recinzione si trovava l'altamente sorvegliata "striscia di sicurezza" (Schutzstreifen), larga da 500 a 1 000 metri, addossata all'effettivo confine di Stato. La sorveglianza era affidata a guardie dislocate su torrette di osservazione in legno, cemento o acciaio, poste a distanza regolare l'una dall'altra lungo la frontiera. Oltre 700 torrette del genere furono costruite entro il 1989; le più grandi delle quali erano equipaggiate con un riflettore direzionale da 1 000 watt (Suchscheinwerfer) e postazioni di fuoco per poter sparare senza dover uscire. I loro ingressi erano sempre posti verso il lato orientale, in modo che nessun osservatore da ovest potesse vedere le guardie avvicendarsi. Lungo il confine erano stati ricavati anche circa 1 000 bunker di osservazione.
I cani da guardia venivano impiegati come ulteriore deterrente. Nei settori ad alto rischio di fuga i cani erano legati a un cavo sospeso lungo fino a 100 metri (Kettenlaufanlagen). I cani venivano occasionalmente lasciati liberi dentro recinti temporanei comunicanti con varchi o sezioni danneggiate della frontiera.
Le strade di pattugliamento (Kolonnenweg) consentivano alle guardie di controllare la frontiera ed eventualmente muoversi rapidamente sul punto di un tentato attraversamento; consistevano di due linee parallele di blocchi di cemento perforato che seguivano il confine per circa 900 chilometri.
Torrette e bunker del lato orientale

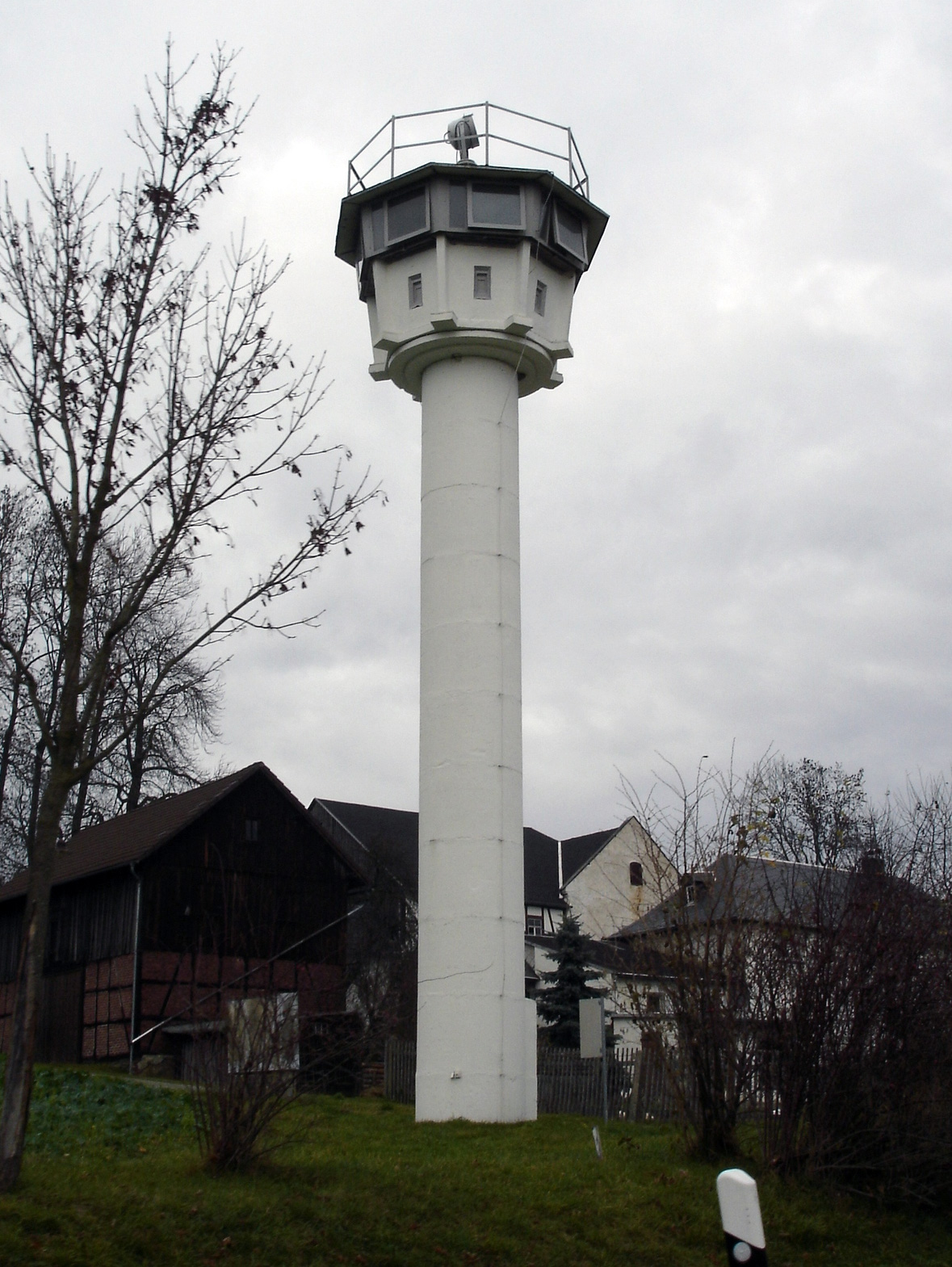
La BT-11 (Beobachtungsturm-11), una torretta di osservazione alta 11 m introdotta nel 1969. La parte superiore era pesante e suscettibile di collassare.
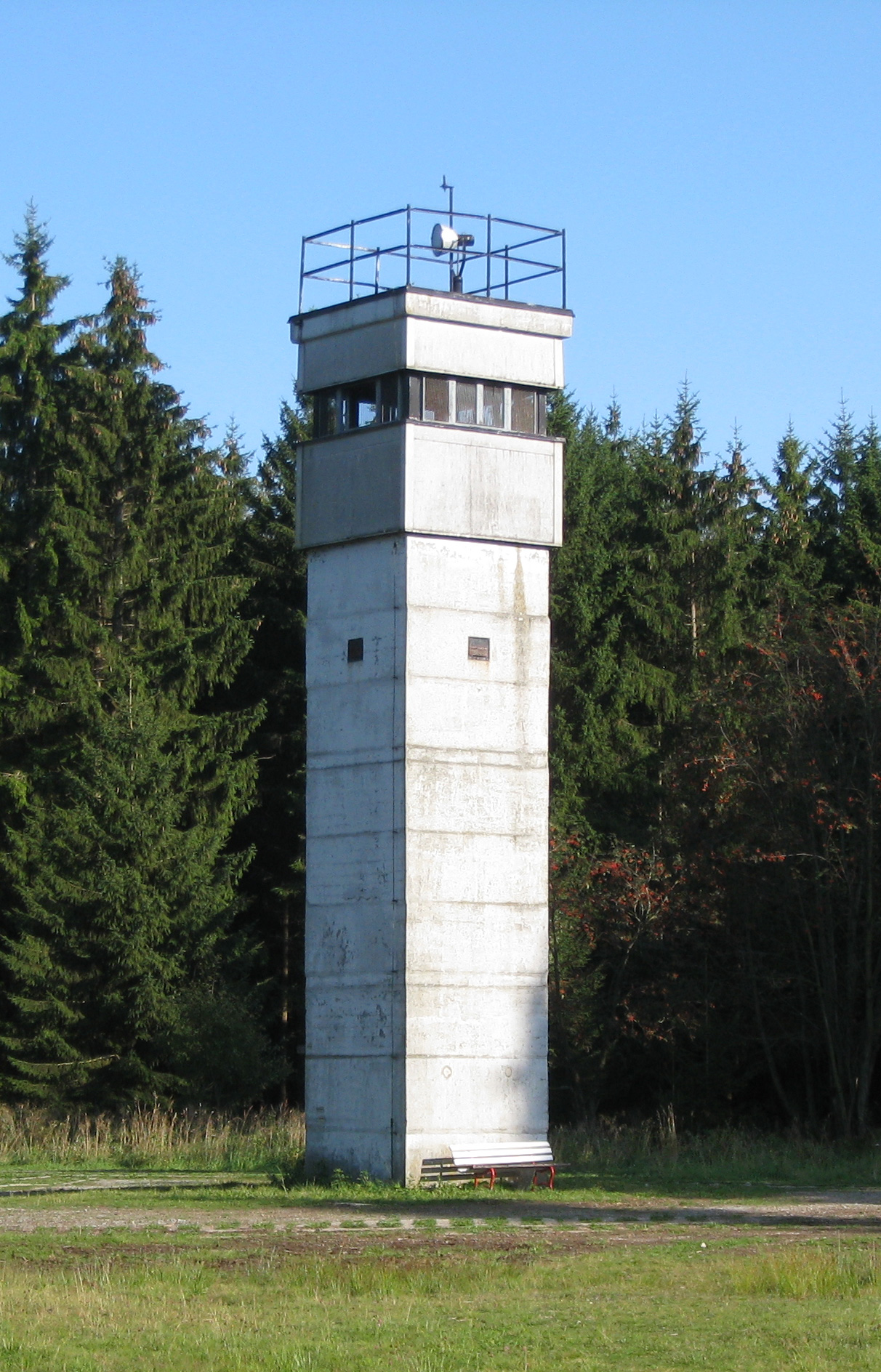
La BT-9 (Beobachtungsturm-9), una torretta di osservazione alta 9 m introdotta a metà degli anni 1970, come variante più stabile della BT-11
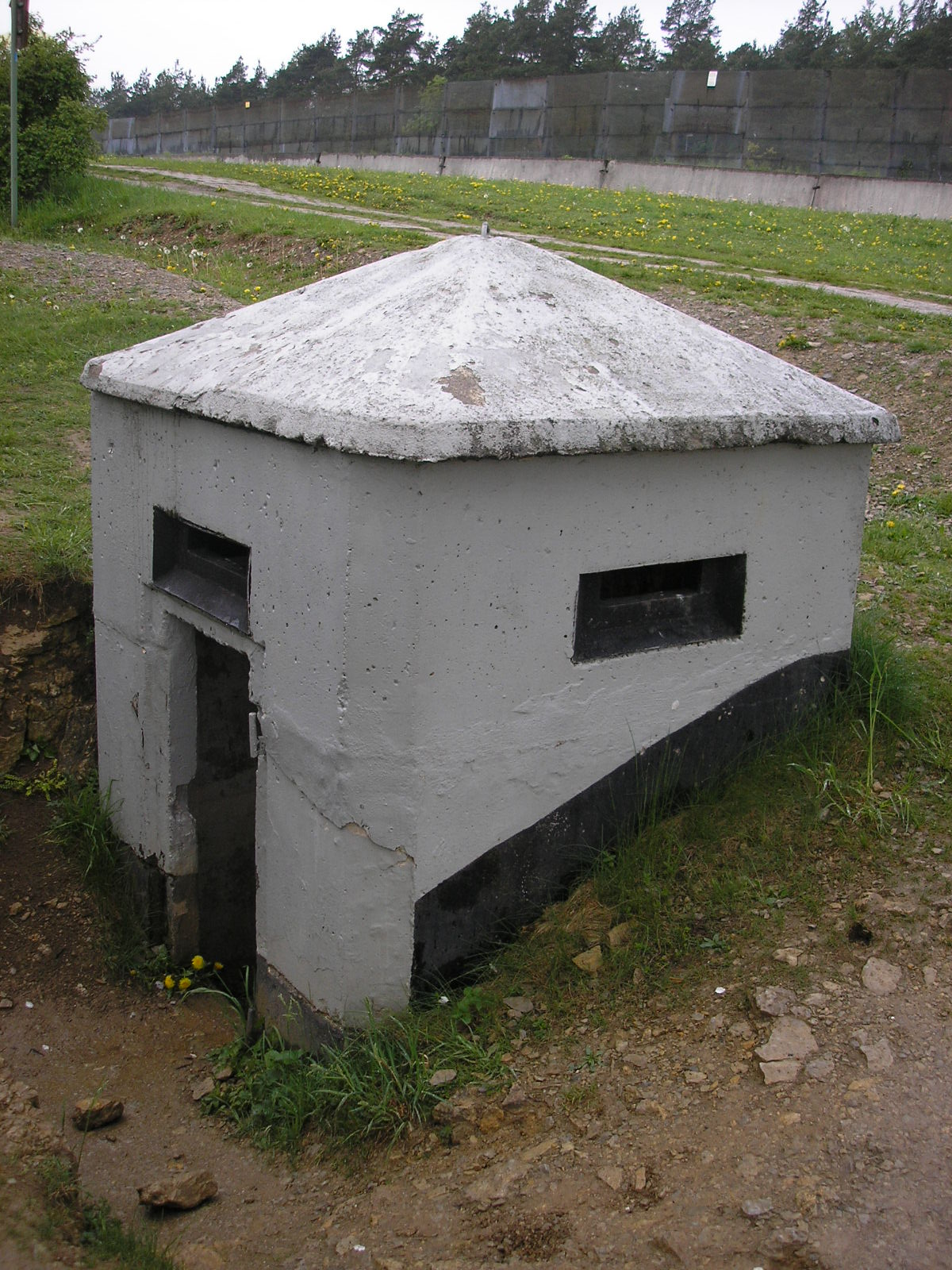
Un bunker di sorveglianza, noto come Erdbunker, preservato al Posto di Osservazione Alpha, in cui stazionavano una o due guardie
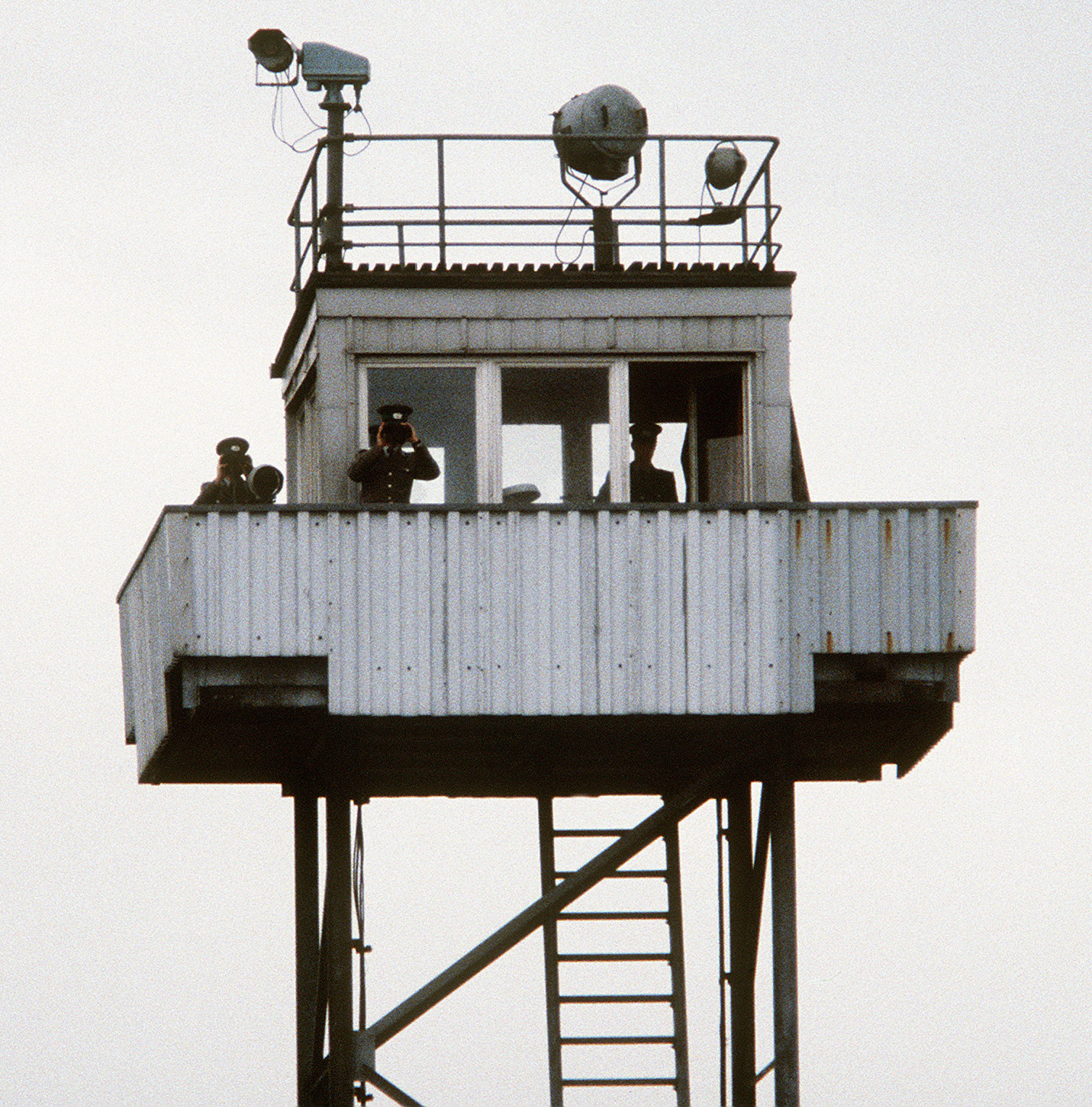
Una torretta di osservazione in metallo presidiata da tre guardie della DDR. Alcune torrette erano semi-portatili e potevano essere spostate in altri settori quando necessario.

Accanto alla Kolonnenweg vi era una striscia di controllo (Kontrollstreifen), una striscia nuda terra parallela agli sbarramenti lungo tutta la lunghezza del confine. Le strisce di controllo erano due, entrambe sul lato interno del muro. La striscia secondaria "K2", larga 2 metri, correva lungo la barriera di segnalazione; la primaria "K6", larga 6 metri, lungo il lato interno del muro. Nelle zone in cui il confine era particolarmente vulnerabile, la striscia era illuminata a giorno da luci ad alta intensità (Beleuchtungsanlage); lo stesso accadeva anche dove fiumi o torrenti intersecavano il confine.
Chiunque attraversava una striscia di controllo lasciava impronte facilmente visibili. Questo consentiva alle guardie di rilevare tentativi di fuga altrimenti non visti, registrare quante persone fossero passate, i luoghi e le ore del giorno in cui i tentativi erano più frequenti. In base a queste informazioni si decideva dove dislocare forze aggiuntive, torrette di osservazione, bunker e fortificazioni addizionali.

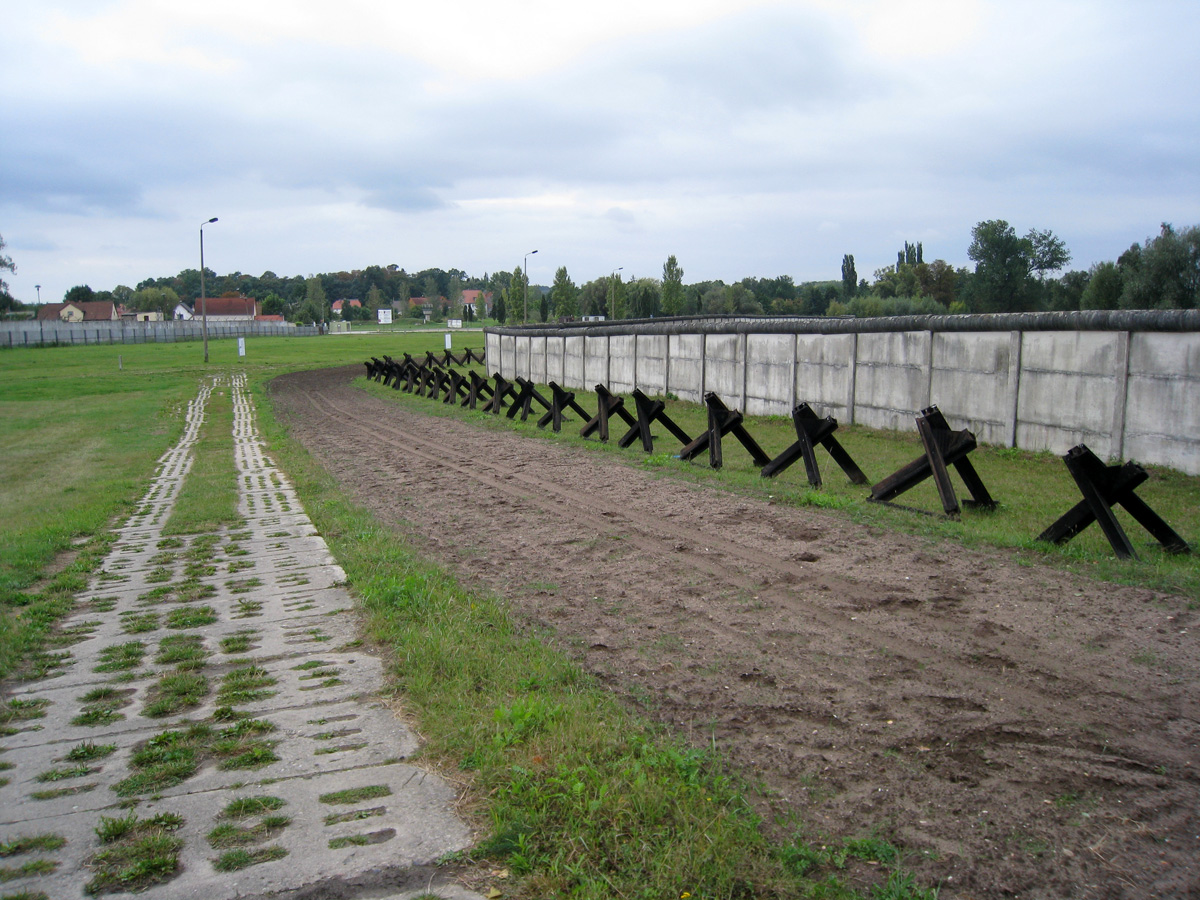
Una sezione preservata delle fortificazioni a Hötensleben. La strada di pattugliamento è a sinistra, la prima striscia di controllo corre parallela nel mezzo, oltre essa sorgono una fila di ricci cechi e la barriera di segnalazione.

Le barriere anti-veicolo erano poste sull'altro lato della striscia di controllo primaria. In alcuni punti, ai veicoli era impedito l'avvicinarsi al confine tramite ricci cechi (Panzersperre o Stahligel). Altrove, fossati a sezione a V, noti come Kraftfahrzeug-Sperrgraben (KFZ-Sperrgraben) erano disposti lungo 829 chilometri della frontiera e assenti solo dove altri ostacoli naturali - torrenti, fiumi, burroni - rendevano il fossato superfluo.

### Recinzione esterna, mura e campi minati
Le recinzioni esterne vennero realizzate in più fasi, partendo dall'iniziale fortificazione della frontiera nel maggio 1952. La prima generazione di recinzione era una grezza recinzione di filo spinato (Stacheldrahtzaun) alta tra 1,2 e 2,5 metri e posta molto vicina alla linea di confine effettiva. Nei tardi anni 1950 fu sostituita da recinzioni parallele di filo spinato più compatte, a volte integrate da una concertina nel mezzo.
Recinzioni e mura della frontiera tedesco-orientale

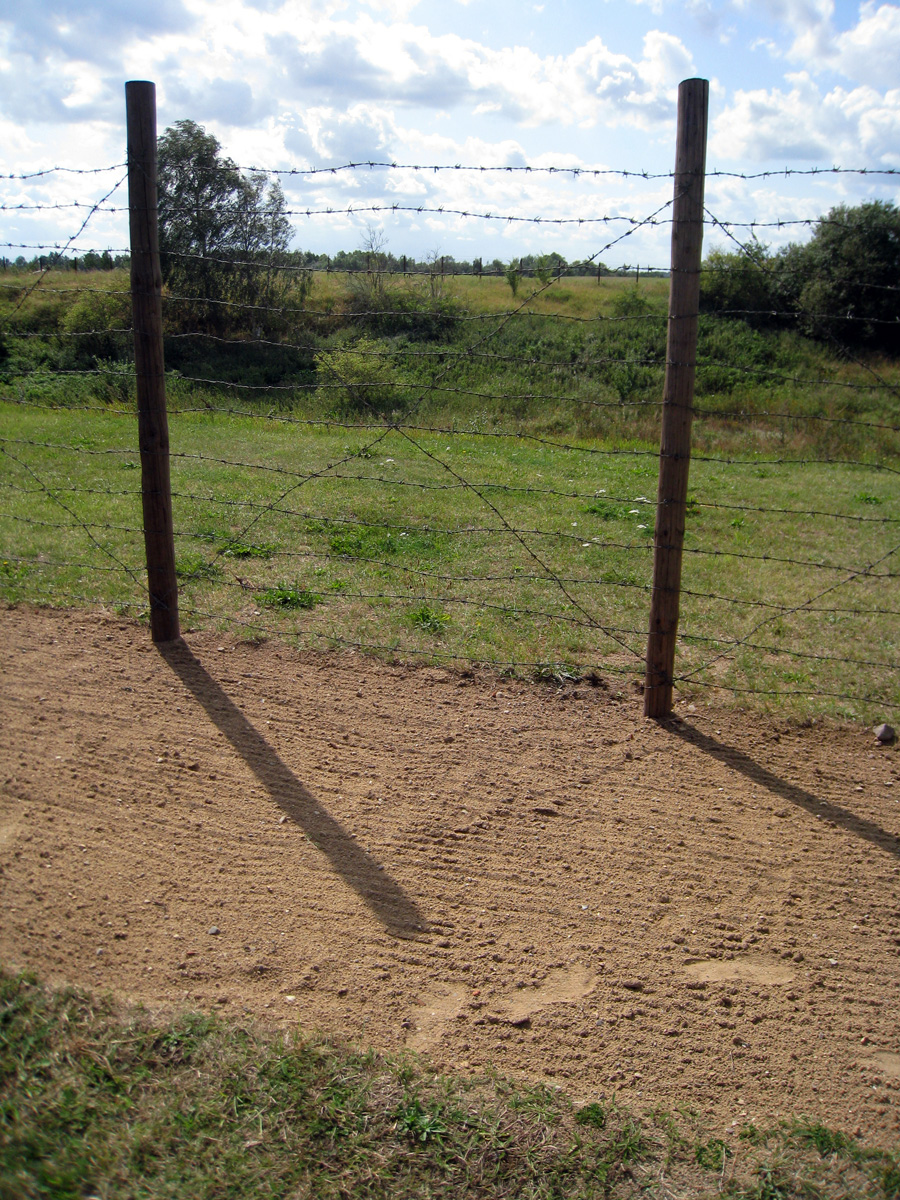
Ricostruzione di una recinzione di "prima generazione", 1952, con la striscia di controllo in primo piano
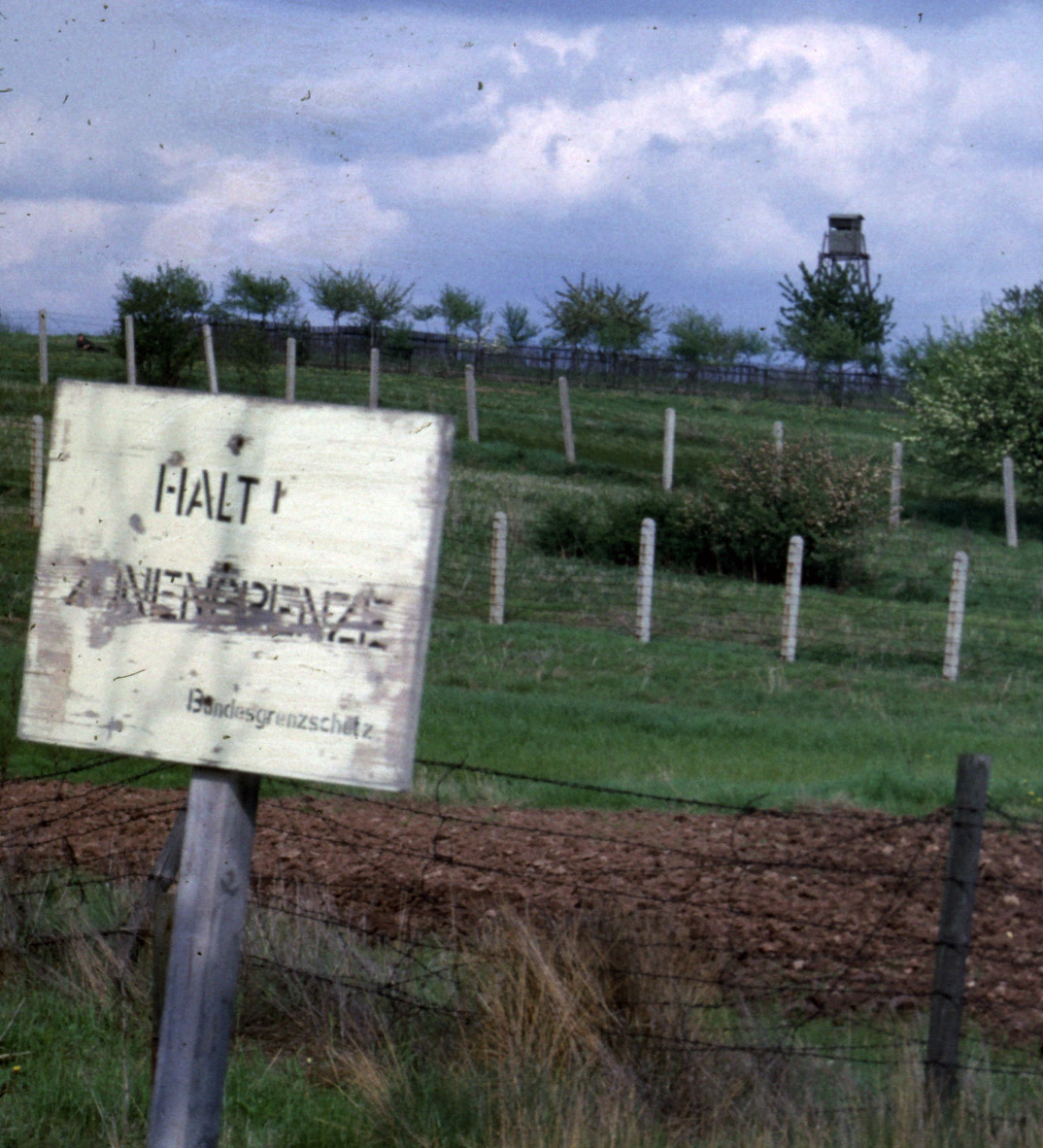
La "seconda generazione" di recinzione, 1962, con filo spinato abbandonato sullo sfondo, una striscia di controllo, due linee di filo spinato ulteriore e una torretta
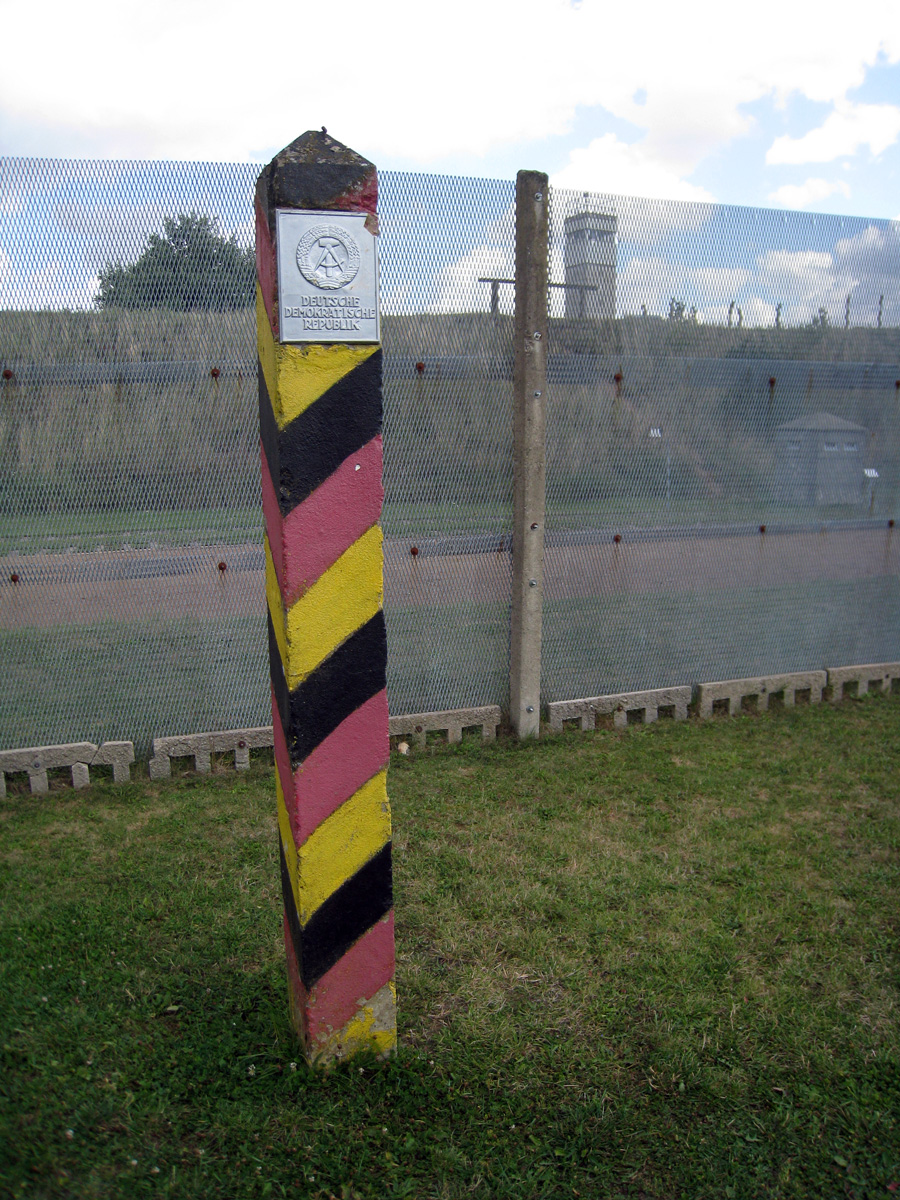
La recinzione di terza generazione, costituita da diversi pannelli parzialmente sovrapposti di rete di acciaio espanso. In primo piano, un palo che segna il confine

Una recinzione di "terza generazione", molto più solida, fu installata in un programma di miglioramenti svoltosi tra gli anni 1960 e gli anni 1980. La linea di sbarramento fu spostata indietro per creare una striscia esterna tra lo sbarramento e il confine effettivo. Le recinzioni di filo spinato furono rimpiazzate da una barriera alta tra 3,2 e 4 metri di pannelli a rete di lamiera stirata (Metallgitterzaun). Le maglie della rete erano affilate e troppo piccole per consentire di aggrapparsi. I pannelli non potevano essere facilmente abbattuti, dato che erano sovrapposti, e non potevano essere tagliati con dei tronchesi. Nemmeno era facile passarvi sotto con un tunnel, dato che erano parzialmente interrati. In alcuni punti la barriera consisteva di recinzioni più leggere (Lichtsperren) di filo spinato e pannelli. Le recinzioni non erano continue, ma intervallate in più punti. Vi erano installati cancelli per le guardie e gli ingegneri incaricati dalla manutenzione del lato esterno della barriera.
In alcune località, i villaggi adiacenti al confine furono recintati con barriere di legno (Holzlattenzaun) o di cemento (Betonsperrmauern) alte fra 3 e 4 metri. Le finestre di edifici adiacenti al confine vennero murate o sigillate, ed edifici ritenuti troppo vicini abbattuti. Solo una piccola frazione delle recinzioni - 29,1 km - era effettivamente adiacente al confine dello Stato.

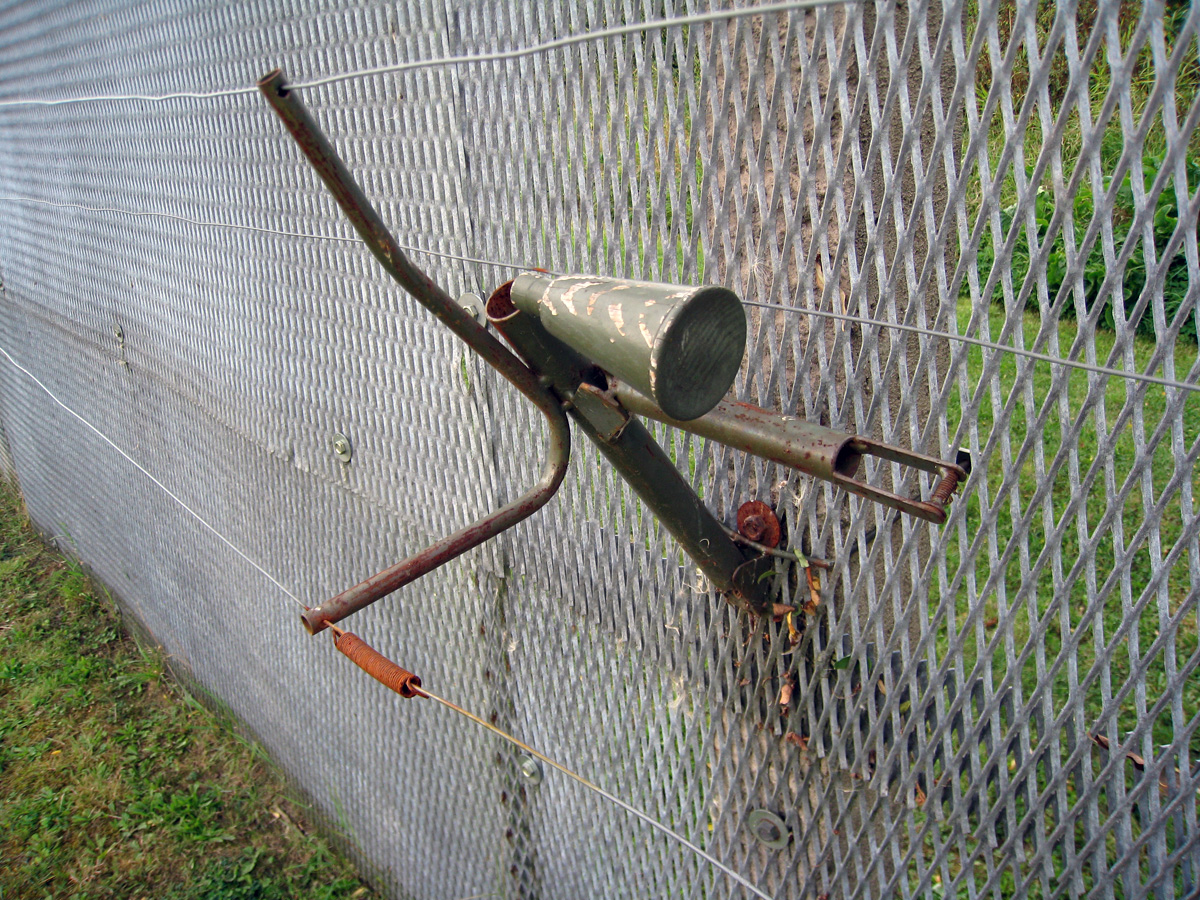
Una mina anti-uomo direzionale SM-70 montata sulla recinzione. Il cono contiene una carica esplosiva che spara schegge e frammenti quando viene attivata.

Mine anti-uomo furono installate lungo circa la metà della lunghezza del confine a partire dal 1966; nel 1980 erano state posizionate circa 1,3 milioni di mine di produzione sovietica. Inoltre, a partire dal 1970, il lato esterno della recinzione fu attrezzato con 60 000 mine anti-uomo direzionali SM-70 (Splittermine-70), attivate da trappole collegate al meccanismo di detonazione. Queste mine esplodendo lanciavano una carica di shrapnel parallelamente alla recinzione ed erano potenzialmente letali a distanze inferiori a 70 metri. Le mine furono rimosse alla fine del 1984 in seguito alla condanna della comunità internazionale verso il governo della Germania Est.

### La linea del confine
La frontiera Est-Ovest

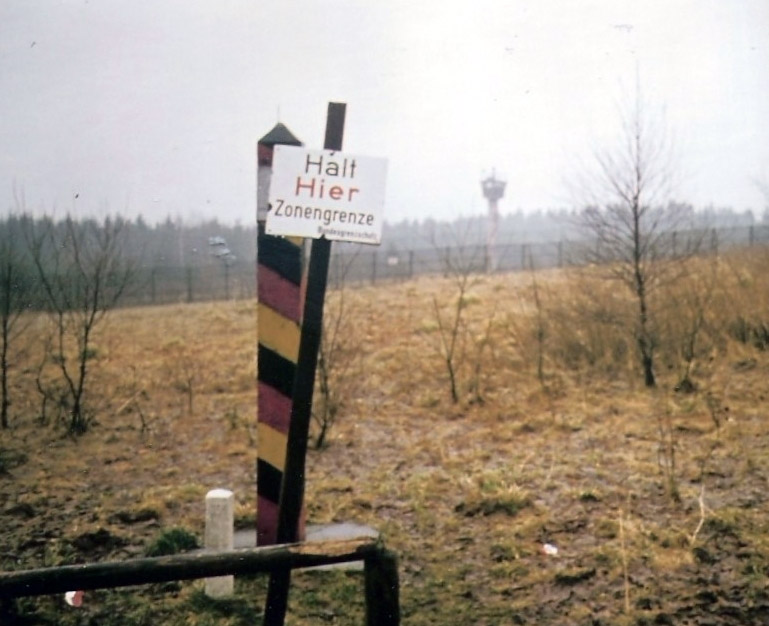
Il confine effettivo: un palo della Germania Ovest con un segnale di attenzione, un segnale della DDR, la barriera e una torretta
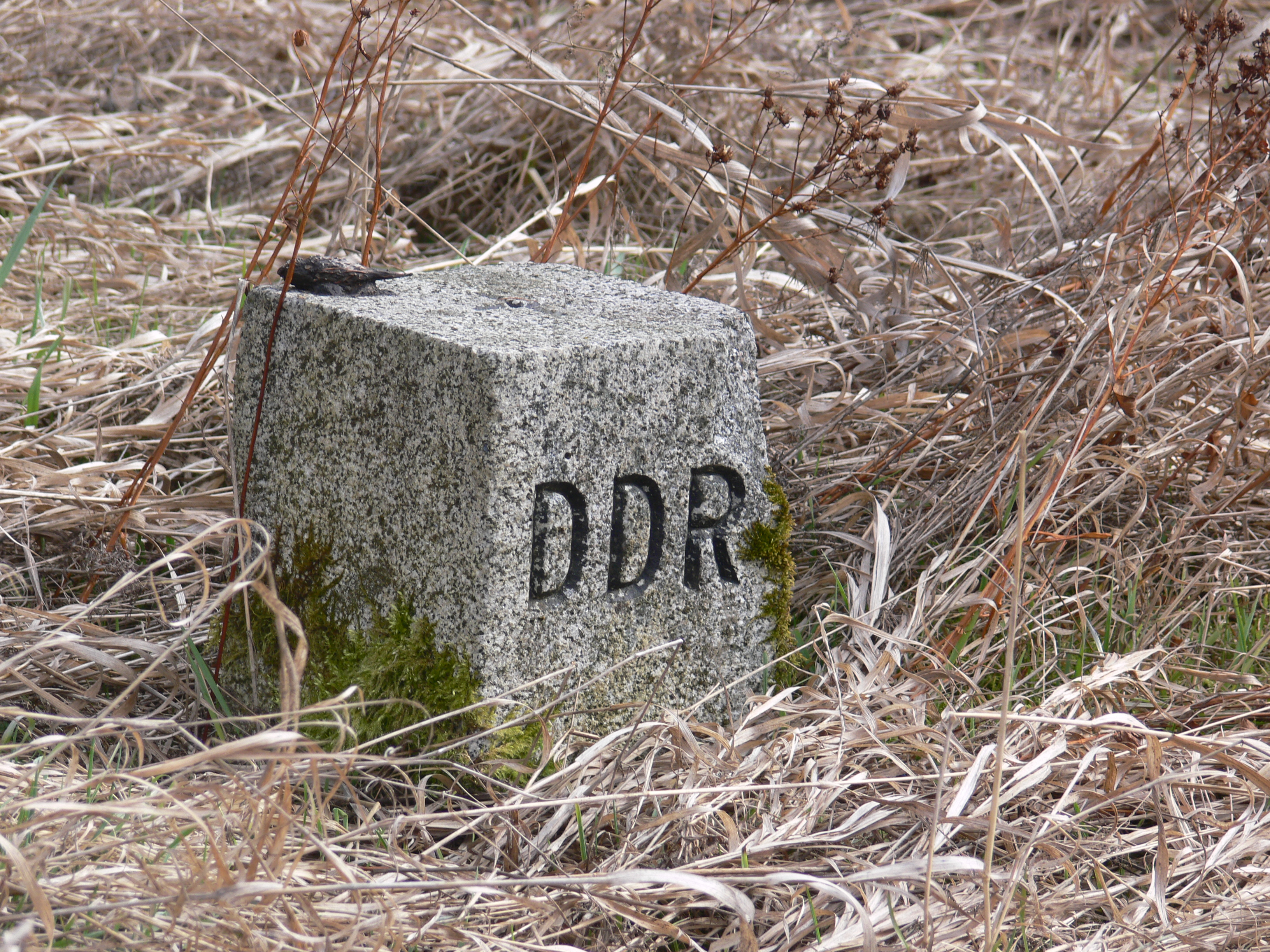
Una pietra di confine della Germania Est con la scritta "DDR" (Deutsche Demokratische Republik) incisa sulla faccia rivolta a ovest

Fino alla fine degli anni 1960 le fortificazioni erano realizzate lungo l'effettiva linea del confine. Quando furono realizzate le recinzioni di terza generazione, le barriere furono fatte arretrare dal confine a distanze variabili tra i 20 metri e i 2 chilometri, in modo da dare alle guardie un ampio margine per fermare i fuggiaschi senza che i colpi arrivassero nel territorio occidentale e agli ingegneri la possibilità di eseguire lavori di manutenzione sulla faccia esterna senza uscire dal territorio nazionale. L'accesso alla striscia esterna era rigidamente controllato, per assicurare che le guardie stesse non fossero tentate dalla fuga. Benché fosse spesso descritta come una "terra di nessuno", la striscia esterna era comunque de jure pieno territorio della Germania Est. I violatori potevano essere arrestati o uccisi.
L'effettiva linea di confine tra Germania Est e Ovest era posta sul lato esterno della striscia esterna. Era indicata da pietre miliari in granito (Grenzsteine) con le lettere "DDR" incise sulla faccia rivolta a ovest. Circa 2 600 tipici pali (Grenzsäule or Grenzpfähle) in cemento furono posti dalla Germania Est sulla linea di confine a intervalli di circa 500 metri. Lo stemma nazionale (Staatsemblem) della Germania Est era posto sul lato del palo rivolto verso la Germania Ovest.
Sul lato tedesco occidentale non vi erano fortificazioni di alcun genere, né vie di pattugliamento. Segnali di avvertimento (Grenzschilder) con messaggi del tipo Achtung! Zonengrenze! ("Attenzione! Confine di zona!") o Halt! Hier Zonengrenze ("Stop! Qui si trova il confine di zona") avvertivano i visitatori. Al personale militare straniero era vietato avvicinarsi al confine per evitare incidenti. Cartelli in inglese e tedesco notificavano la distanza dal confine per prevenire attraversamenti involontari. Nessuna restrizione era posta ai civili, che erano liberi di arrivare fino alla linea di confine e non trovavano ostacoli fisici al suo attraversamento.

## La frontiera marittima della Germania Est

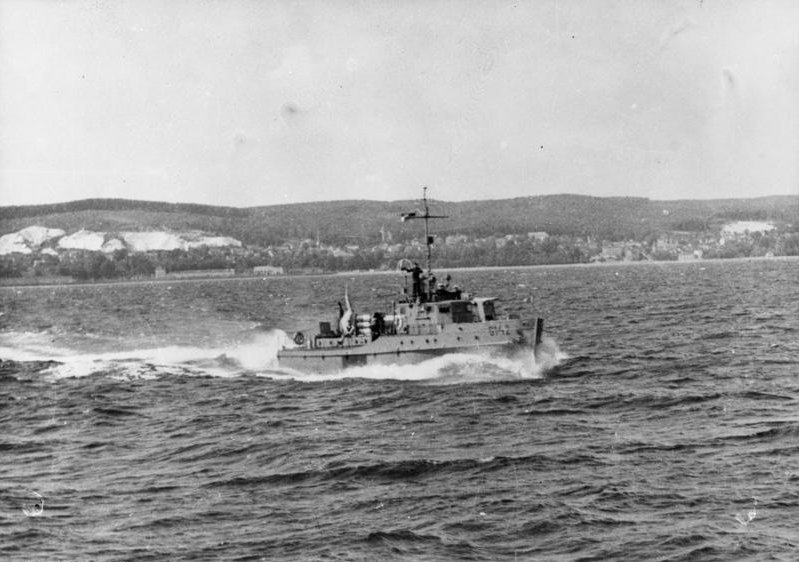
La nave pattuglia della Deutsche Grenzpolizei (la polizia di frontiera della DDR) al largo dell'isola di Rügen, dicembre 1955
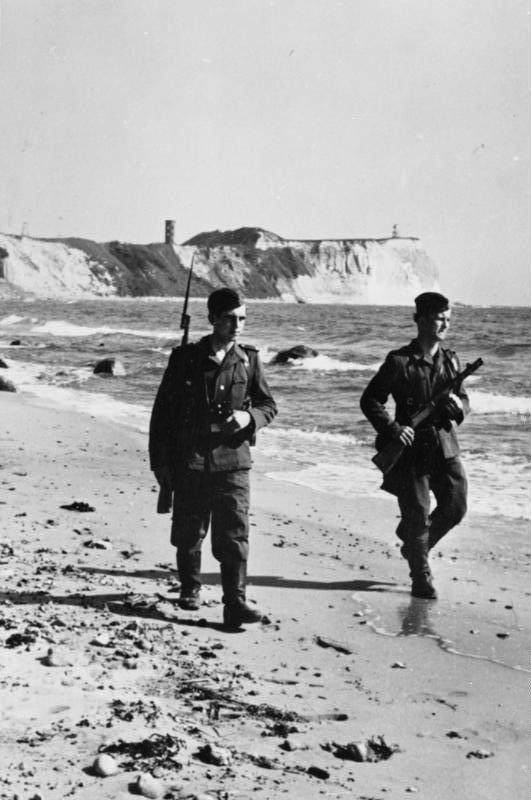
Due guardie della polizia di frontiera della DDR pattugliano la spiaggia dell'isola di Rügen, 1956

Il sistema frontaliero intra-tedesco era esteso anche alla costa del mar Baltico, nota anche come la "frontiera blu" o "frontiera marittima" della DDR. La linea costiera fu parzialmente fortificata a est della foce del fiume Trave di fronte al porto tedesco occidentale di Travemünde. Torrette, barriere e reticolati erano disposti lungo la costa paludosa per scoraggiare tentativi di attraversamento, mentre le acque erano pattugliate dalle navi tedesco-orientali. La linea di confine terminava sulla penisola di Priwall, inclusa nel territorio di Travemünde ma già a est della foce del Trave. Da lì a Boltenhagen, lungo circa 15 chilometri della costa orientale della baia di Meclemburgo, la costa della DDR era parte di una "striscia di controllo" ad accesso limitato (Schutzgebiet). Altri controlli di sicurezza erano eseguiti sulla costa tra Boltenhagen a Altwarp, sul confine polacco, incluse le isole di Poel, Rügen, Hiddensee, Usedom e le penisole di Darß e Wustrow.
La DDR implementò una serie di misure di sicurezza lungo la sua costa sul mar Baltico per impedire tentativi di fuga. Il campeggio e l'accesso alle barche erano severamente limitati e 27 torrette di osservazione furono erette lungo la costa. Quando un tentativo di attraversamento del confine veniva individuato, veniva inviata una nave pattuglia a intercettare i fuggitivi. Pattuglie armate equipaggiate con riflettori mobili ispezionavano le spiagge.
I fuggitivi via mare puntavano alla costa occidentale della baia di Meclemburgo, alla nave-faro danese del porto di Gedser, alle isole danesi meridionali di Lolland e Falster o, più semplicemente, a farsi intercettare e raccogliere dalle navi in transito sulle rotte internazionali. Il mar Baltico era tuttavia una via piuttosto pericolosa da percorrere. Si stima che 189 persone siano morte tentando la fuga via mare.
Alcuni tentavano la fuga saltando fuori bordo dalle navi della Germania Est ancorate nei porti baltici. Così tanti tedeschi dell'Est tentavano questa via nei porti danesi, che le capitanerie di porto installarono dispositivi salva-vita extra sulle banchine destinate alle navi della Germania Est. Il governo della DDR rispose collocando sulle navi passeggeri pattuglie armate della Transportpolizei (Trapos) autorizzate a usare la forza. In una occasione, nell'agosto 1961, i Trapos causarono un incidente diplomatico nel porto danese di Gedser, catturando alcuni fuggitivi sulla banchina e aprendo il fuoco, colpendo una nave danese all'ancora. Il giorno seguente, migliaia di danesi protestarono contro "i metodi dei Vopo" (Volkspolizei). Coloro che venivano catturati subivano ulteriori restrizioni della loro già ridotta libertà di movimento.

## I confini fluviali

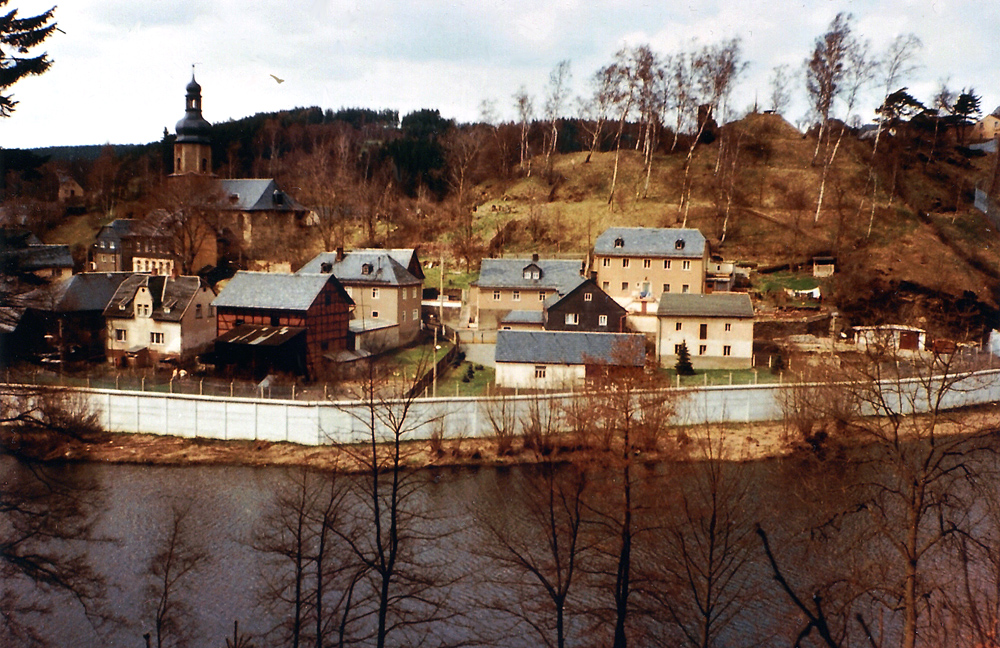
Sparnberg sulla Saale a metà degli anni 1980, dietro un muro di cemento
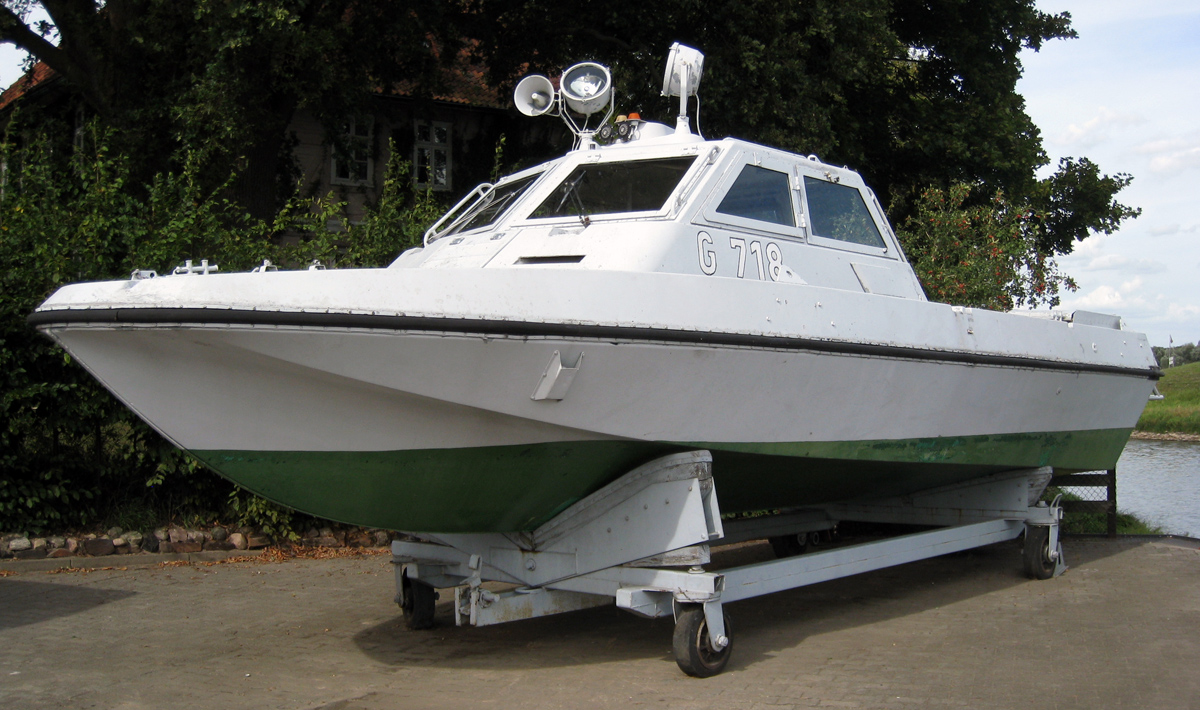
Una nave pattuglia fluviale della DDR, equipaggiata con riflettori

Il confine correva anche lungo parte del corso di tre dei maggiori fiumi della Germania centrale: l'Elba tra Lauenburg e Schnackenburg (circa 95 chilometri), il Werra e la Saale. I confini fluviali erano particolarmente problematici; nonostante gli Alleati e la Germania Ovest sostenessero che il confine corresse lungo la riva orientale, per la Germania Est e i sovietici, era invece collocato nel mezzo del fiume (il principio di Thalweg). In pratica, le vie d'acqua erano condivise tra i due Stati, ma le rotte navigabili spesso attraversavano la linea di confine. Questo portò a tesi confronti tra le navi dei due Stati nel rivendicare i loro diritti di passaggio.
Anche i fiumi erano sorvegliati quanto le altre parti del confine. Sull'Elba la Germania Est mantenne una flotta di circa 30 navi pattuglia e la Germania Ovest sedici navi della dogana. Molti tentativi di attraversamento del confine portarono alla morte per annegamento. Molti ponti distrutti durante la seconda guerra mondiale non furono ricostruiti, altri vennero fatti saltare o bloccati sul loro lato orientale. Non c'erano servizi di attraversamento via ferryboat e le chiatte venivano regolarmente ispezionate dai soldati della DDR. Le rive tedesco-orientali vennero barricate con una linea continua di recinzioni metalliche e muri di cemento. In una località sull'Elba, Rüterberg, le fortificazioni circondarono completamente l'abitato, isolandolo anche dal resto della Germania Est.

## Le guardie di frontiera
Le guardie del confine intra-tedesco annoverarono decine di migliaia di militari, paramilitari e personale civile di entrambe le Germanie, nonché del Regno Unito, degli Stati Uniti e, inizialmente, dell'Unione Sovietica.

### Germania Est

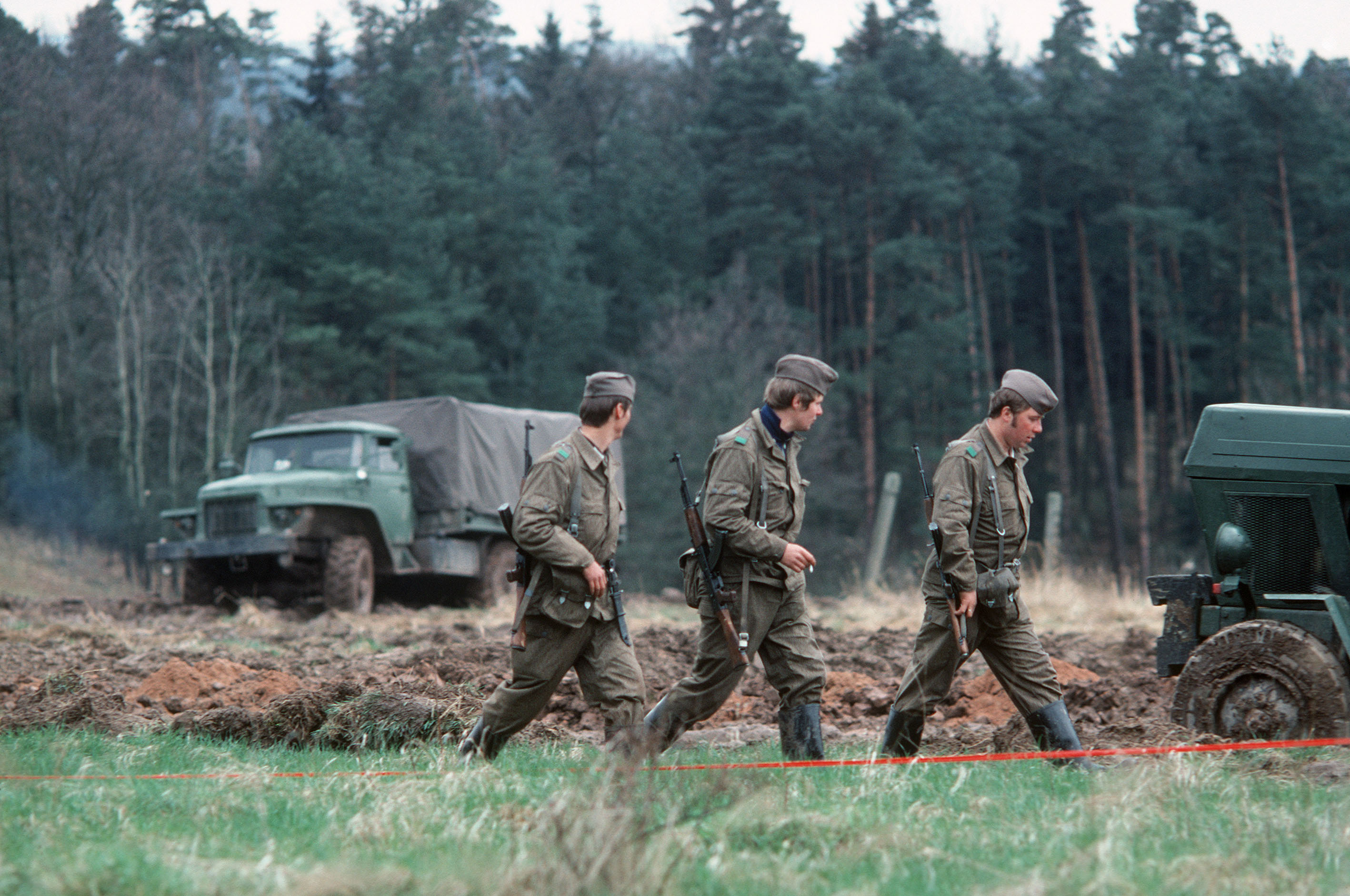
Guardie di frontiera (Grenztruppen) della DDR sorvegliano gli operai addetti alla manutenzione nel 1979
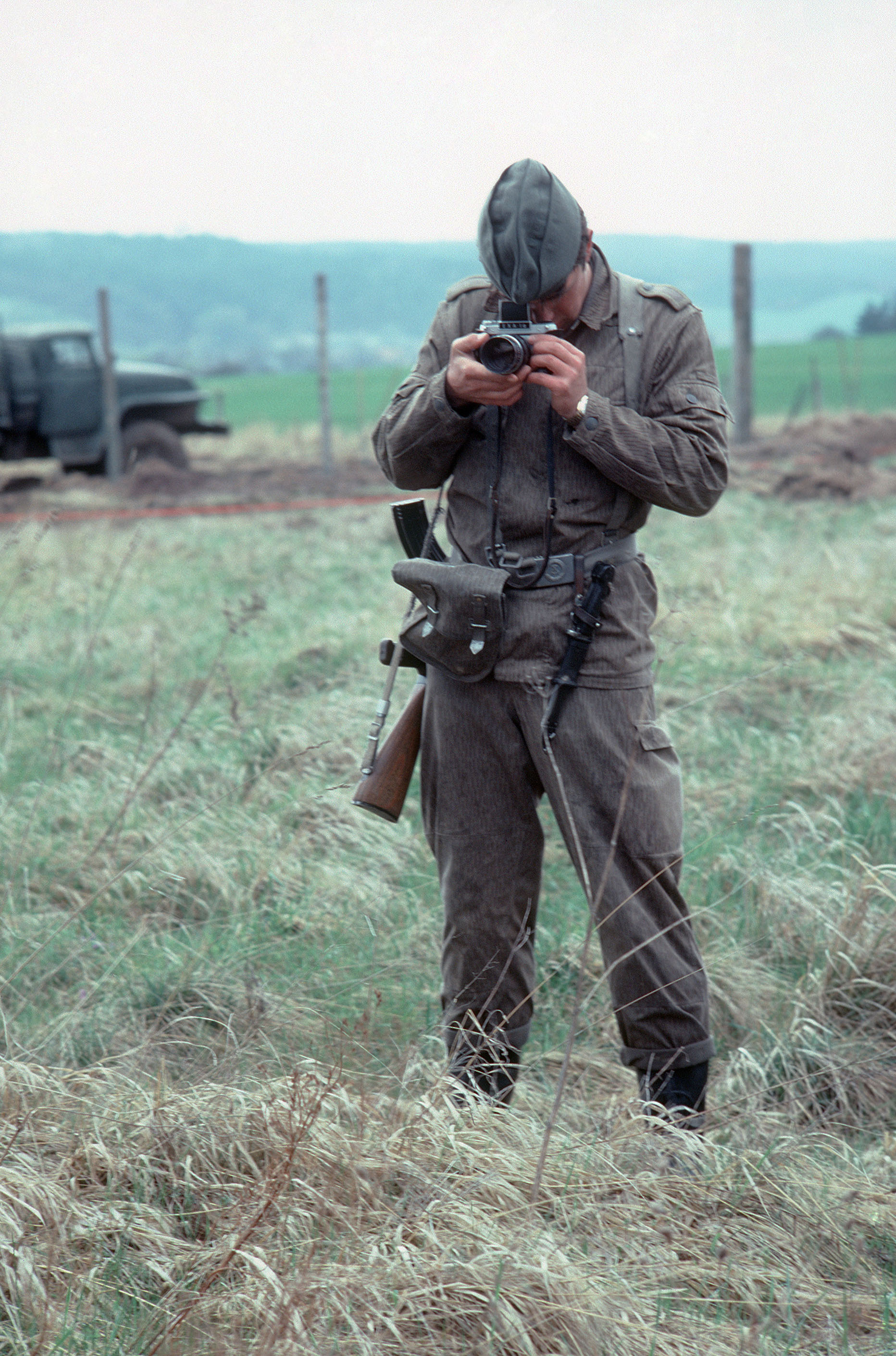
Ricognizione sul confine (Grenzaufklärungszug), soldato, 1979

Dopo la seconda guerra mondiale, il lato orientale della frontiera fu inizialmente controllato dalle truppe di confine (Пограничные Войска, Pograničnye Vojska) dell'NKVD (successivamente KGB) sovietico. Furono integrate dal 1946 da una forza paramilitare reclutata localmente, la "polizia di frontiera tedesca" (Deutsche Grenzpolizei o DGP) fino a quando il controllo passò integralmente nelle mani del governo della DDR nel 1955-56. Nel 1961 la DGP fu convertita in una forza militare inclusa nell'esercito nazionale popolare (Nationale Volksarmee, NVA). Le truppe di confine presero il nome di Grenztruppen der DDR, comunemente note come Grenzer, e vennero poste inizialmente sotto il comando della NVA. A loro fu affidata la responsabilità di controllare le frontiere verso la Germania Ovest, la Cecoslovacchia, la Polonia, il mar Baltico e Berlino Ovest. Al loro picco, le Grenztruppen contavano un organico di 50 000 unità.
Circa metà del personale delle Grenztruppen proveniva dalle file dei militari di leva, una proporzione inferiore alle altre forze armate. Molte reclute venivano scartate perché potenzialmente inaffidabili, per esempio persone molto attive nella religione o persone con parenti prossimi in Germania Ovest. Tutti venivano esaminati per poterne assicurare l'affidabilità politica e seguivano un addestramento ideologico.
Un'unità speciale del Ministero per la sicurezza dello Stato operò in incognito tra le Grenztruppen tra il 1968 e il 1985 per individuare potenziali disertori. Si calcola che la Stasi abbia reclutato come informatori un ufficiale ogni dieci e un militare di truppa ogni trenta. La Stasi interrogava regolarmente le guardie e manteneva dossier su ognuna di esse. Gli agenti operativi della Stasi erano direttamente responsabili di alcuni aspetti della sicurezza; le postazioni di controllo dei passaporti nei valichi erano gestite da personale della Stasi nell'uniforme delle Grenztruppen.
Il personale delle Grenztruppen era sottoposto a sorveglianza affinché non traesse vantaggio dalla buona conoscenza del confine per fuggire. Pattuglie, torrette e punti di osservazione avevano sempre due o tre guardie non autorizzate a uscire l'una dalla vista delle altre in nessuna circostanza. Se una guardia tentava la fuga, i suoi colleghi avevano l'ordine di sparare senza esitazione e senza alcun avvertimento. 2 500 guardie fuggirono a ovest, 5 500 furono catturate e condannate fino a cinque anni di carcere e un numero imprecisato venne ucciso o ferito nel tentativo.
Il lavoro delle guardie comprendeva la manutenzione delle strutture, il monitoraggio dell'area da torrette e bunker e il pattugliamento della linea di confine diverse volte al giorno. I soldati della Grenzaufklärungszug (GAK), una forza di ricognizione d'élite, eseguivano pattugliamenti e ispezioni sul lato occidentale delle fortificazioni e fotografavano i visitatori occidentali della frontiera. Gli operai addetti alle manutenzioni erano sempre sotto tiro di mitragliatrici per scoraggiarne i tentativi di fuga.

### Germania Ovest

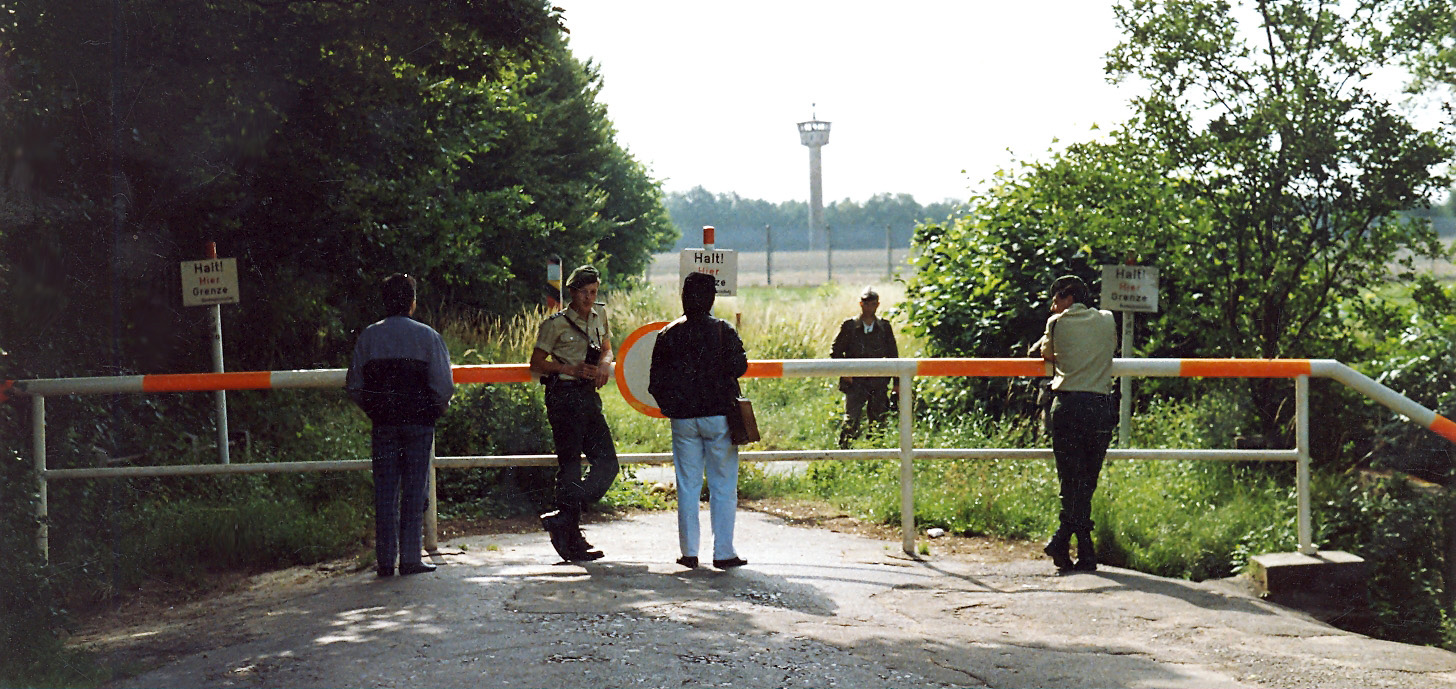
Due turisti, due militari della Bundesgrenzschutz della Germania Ovest e una guardia di confine della Germania Est su lati opposti del confine a Herrnburg, vicino a Lubecca

Diverse agenzie nazionali erano responsabili della sorveglianza del confine sul lato occidentale. Tra queste, la Bundesgrenzschutz (BGS, la guardia di confine federale), la Bayerische Grenzpolizei (la polizia di frontiera bavarese) e la Bundeszollverwaltung (l'amministrazione federale delle dogane). I militari della Germania Ovest non erano autorizzati ad avvicinarsi al confine senza essere accompagnati da personale della BGS.
La BGS, fondata nel 1951, era responsabile della sorveglianza di una fascia larga 30 chilometri lungo il confine. I suoi 20 000 effettivi erano equipaggiati con carri armati, fucili anticarro, elicotteri, camion e fuoristrada. Alla BGS erano concessi anche limitati poteri di polizia per gestire minacce alla quiete del confine.
La Bundeszollverwaltung (BZV) controllava buona parte del confine e gestiva i valichi di frontiera. Il suo personale, con le loro famiglie, viveva lungo il confine ed eseguiva regolari ispezioni in una fascia di circa 10 chilometri. Aveva il potere di ricercare e arrestare sospetti nella propria area operativa, con l'eccezione della parte bavarese del confine. Il suo mandato si sovrapponeva ampiamente a quello della BGS, generando attriti tra le due organizzazioni.
La Bayerische Grenzpolizei (BGP) fu una forza di polizia organizzata dal governo bavarese per sorvegliare i 390 km di confine nel proprio territorio. Alla fine degli anni 1960 contava 600 uomini che pattugliavano il confine insieme a forze della BZV, delle BGS e dell'esercito degli Stati Uniti. I suoi compiti erano molto simili a quelli della BZV e anche qui si generarono frizioni tra le due agenzie.

### Alleati occidentali

Personale dell'esercito degli Stati Uniti incontra ufficiali della Bundesgrenzschutz, 1979
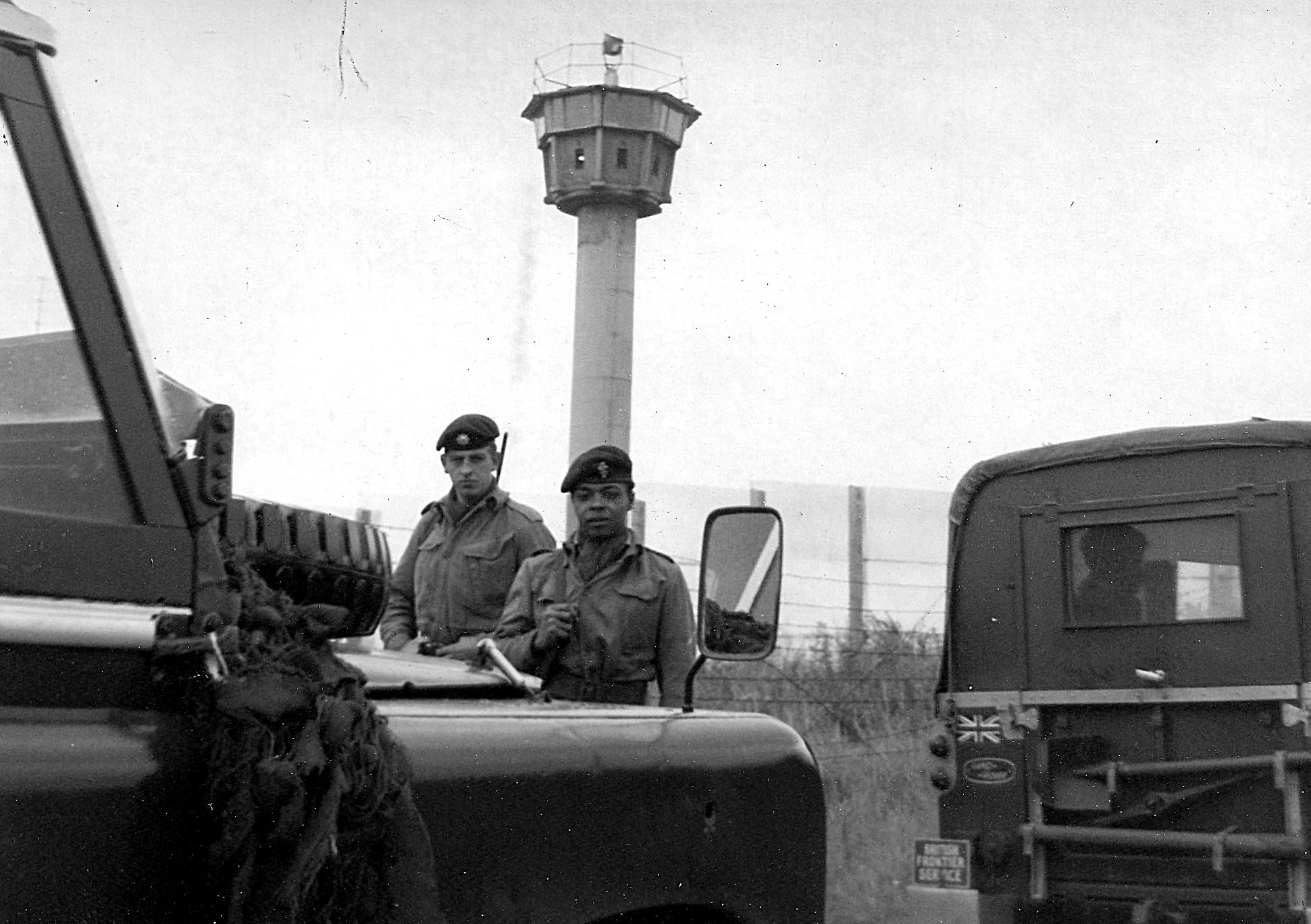
Pattuglia congiunta dell'esercito britannico e del servizio di frontiera britannico vicino a Helmstedt, primi anni 1970

L'esercito britannico (British Army) condusse pattugliamenti poco frequenti lungo il proprio settore di competenza del confine, principalmente a scopo addestrativo e simbolico. Negli anni settanta la frequenza era di un pattugliamento al mese, raramente con elicotteri o altri mezzi, e senza posti di osservazione fissi. La zona britannica del confine, lunga circa 650 km, era divisa in due settori. A differenza degli americani, i britannici non assegnarono specifiche unità al confine, ma ruotarono il compito di sorveglianza tra le divisioni dell'Armata britannica del Reno (British Army of the Rhine).
Nel settore britannico operava anche il servizio di frontiera britannico (British Frontier Service, BFS), la più piccola delle organizzazioni operanti sul lato occidentale del confine. Il suo personale era il tramite tra i militari e gli interessi politici britannici e le agenzie di frontiera tedesche. Il BFS è stato sciolto nel 1991 a seguito della riunificazione tedesca.
L'esercito degli Stati Uniti (United States Army) mantenne una presenza militare sostanziale e continua sul confine intra-tedesco dal 1945 fino alla fine della "guerra fredda". Truppe regolari presidiarono il confine dalla fine della guerra finché non vennero rimpiazzate nel 1946 dalla United States Constabulary, successivamente sciolta nel 1952 col trasferimento delle competenze alle autorità tedesche. Fu sostituita da tre reggimenti di cavalleria blindata destinati a fornire un servizio di difesa permanente. Il 3rd Armored Cavalry Regiment di stanza a Bamberg, il 2nd Armored Cavalry Regiment di stanza a Norimberga e il 14th Armored Cavalry Regiment di stanza a Fulda (successivamente rimpiazzato dall'11th Armored Cavalry Regiment) monitorarono il confine usando posti di osservazione, pattuglie di terra, mezzi aerei per contrastare intrusioni e raccogliere informazioni sulle attività dei paesi del Patto di Varsavia.

### Contatti trans-frontalieri

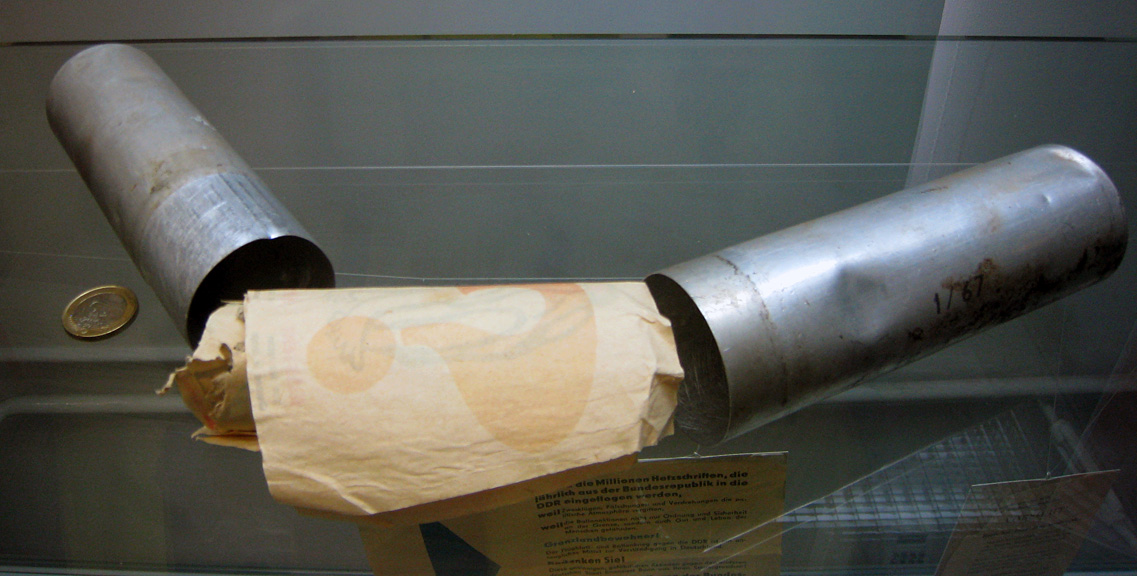
Manifesti di propaganda della Germania Est chiusi in cilindri metallici che venivano sparati attraverso la frontiera durante la "guerra dei volantini" tra le due Germanie
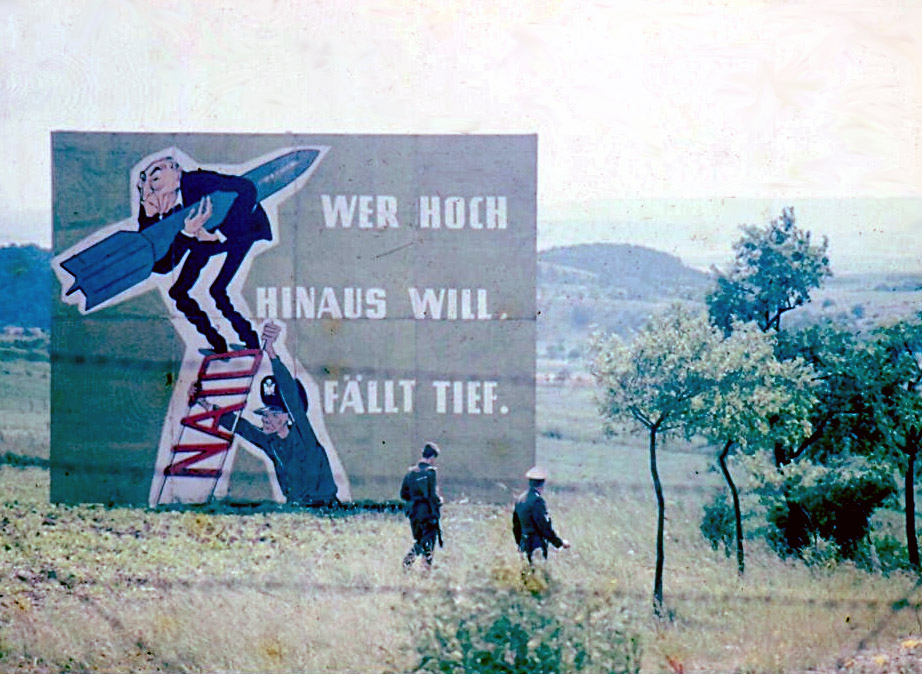
Guardie di frontiera della Germania Est vicino a Mackenrode, in Turingia, camminano accanto a una caricatura del cancelliere tedesco occidentale Konrad Adenauer

Vi furono pochi contatti informali tra le due parti; le guardie della Germania Est avevano la consegna del silenzio assoluto verso gli occidentali. Dopo l'inizio della distensione tra Germania Est e Ovest negli anni 1970, le due parti stabilirono delle procedure per mantenere contatti formali attraverso quattordici collegamenti telefonici diretti, Grenzinformationspunkte (GIP, "punti d'informazione frontalieri"), usati per risolvere questioni locali quali inondazioni, incendi boschivi o animali selvatici.
Per molti anni le due parti condussero una battaglia di propaganda attraverso il confine usando contenitori di volantini e altro materiale propagandistico che venivano lanciati sul territorio dell'altro Stato. I volantini occidentali cercavano di dissuadere le guardie orientali dallo sparare a chi tentasse di varcare il confine, mentre i volantini orientali promuovevano l'immagine della Germania Ovest come regime militarista teso a ripristinare i confini tedeschi del 1937.
Durante gli anni 1950 la Germania Ovest spedì milioni di volantini di propaganda ogni anno verso est. Nel solo 1968 oltre 4 000 proiettili contenenti circa 450 000 volantini vennero sparati dalla Germania Est verso ovest. Altri 600 contenitori a tenuta d'acqua di volantini tedesco-orientali vennero raccolti dai fiumi di confine. La "guerra dei volantini" cessò di comune accordo all'inizio degli anni 1970 come parte della normalizzazione dei rapporti tra i due Stati tedeschi.

## L'attraversamento del confine intra-tedesco

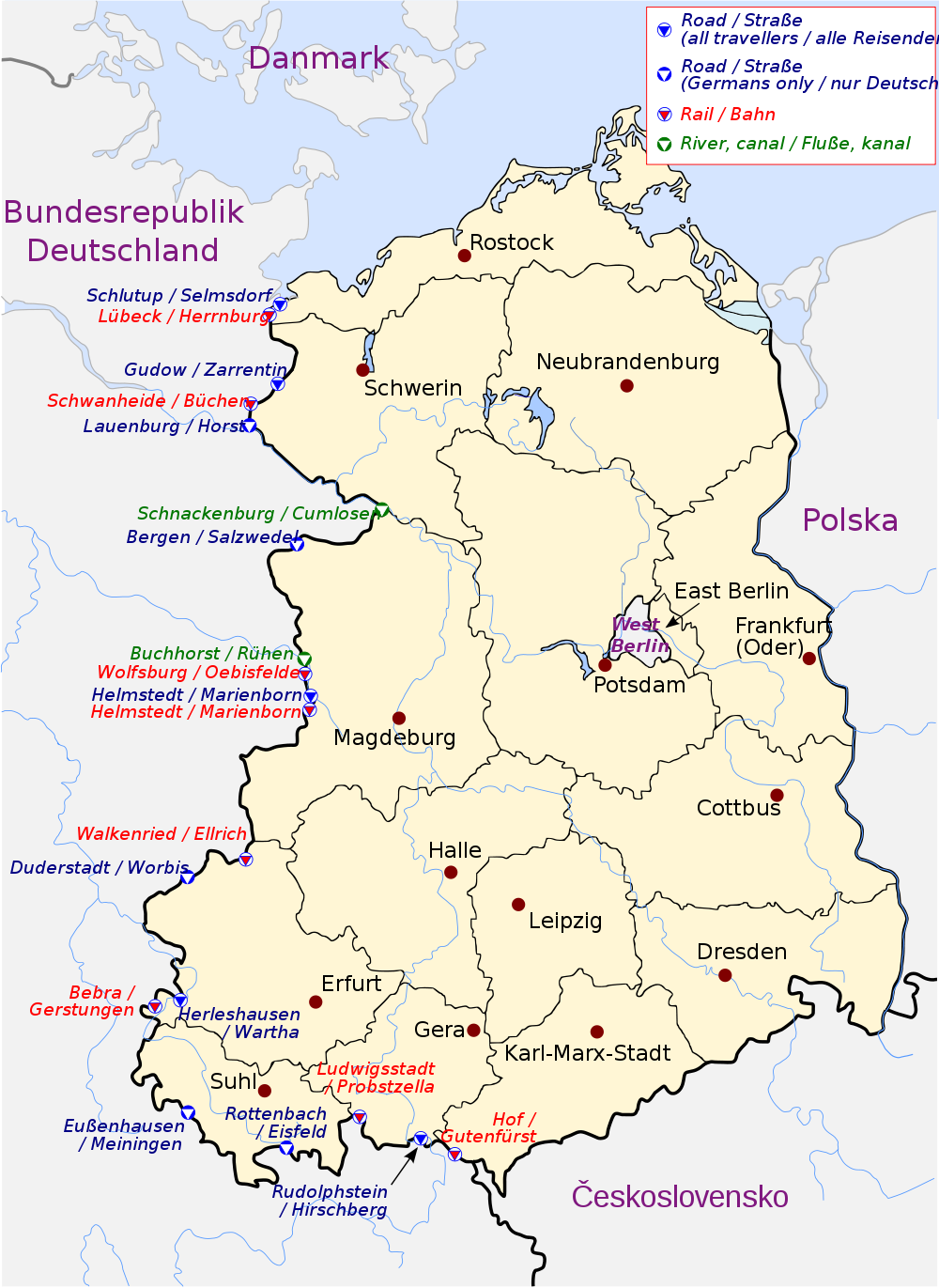
I valichi di frontiera del confine intra-tedesco, 1982

Il confine tra le due Germanie non fu mai completamente sigillato come la zona demilitarizzata coreana e poteva essere attraversato in entrambe le direzioni durante la "guerra fredda". Gli accordi post-bellici sull'amministrazione di Berlino consentivano agli Alleati occidentali di raggiungere Berlino attraverso corridoi aerei, stradali e ferroviari ben definiti. Le autorità orientali rispettarono questo diritto, benché con periodiche interruzioni o disagi per i viaggiatori. Anche durante il blocco di Berlino del 1948 le forniture poterono arrivare per via aerea - il famoso ponte aereo.
Il confine poteva essere legalmente attraversato in un limitato numero di valichi aerei, stradali, ferroviari e fluviali. Agli stranieri era concesso attraversare il territorio della DDR da o verso Berlino Ovest, la Svezia, la Polonia e la Cecoslovacchia, tuttavia avevano un accesso e una libertà di movimento molto limitate verso il resto della Germania Est e numerose restrizioni su viaggio, alloggio e spese. Lunghe ispezioni causavano ritardi nel traffico ai valichi rendendo l'esperienza di attraversamento del confine spesso sgradevole.

### Valichi
Prima del 1952, il confine poteva essere attraversato in qualsiasi punto. La sua fortificazione portò alla chiusura di 32 linee ferroviarie, tre autostrade, 31 strade principali, otto strade primarie, 60 strade secondarie e migliaia di vie e passaggi sterrati. Il numero di punti di attraversamento fu ridotto a tre corridoi aerei, tre corridoi stradali, due linee ferroviarie e due collegamenti fluviali per accedere a Berlino e a pochi altri addizionali valichi per il trasporto delle merci.
La situazione venne migliorata dopo l'inizio della distensione negli anni 1970. Furono aperti valichi addizionali, per il cosiddetto kleine Grenzverkehr, "traffico minore di frontiera", frequentati da escursionisti della Germania Ovest. Nel 1982 si contavano 19 valichi: sei strade, tre autostrade, otto linee ferroviarie, il fiume Elba e il Mittellandkanal.

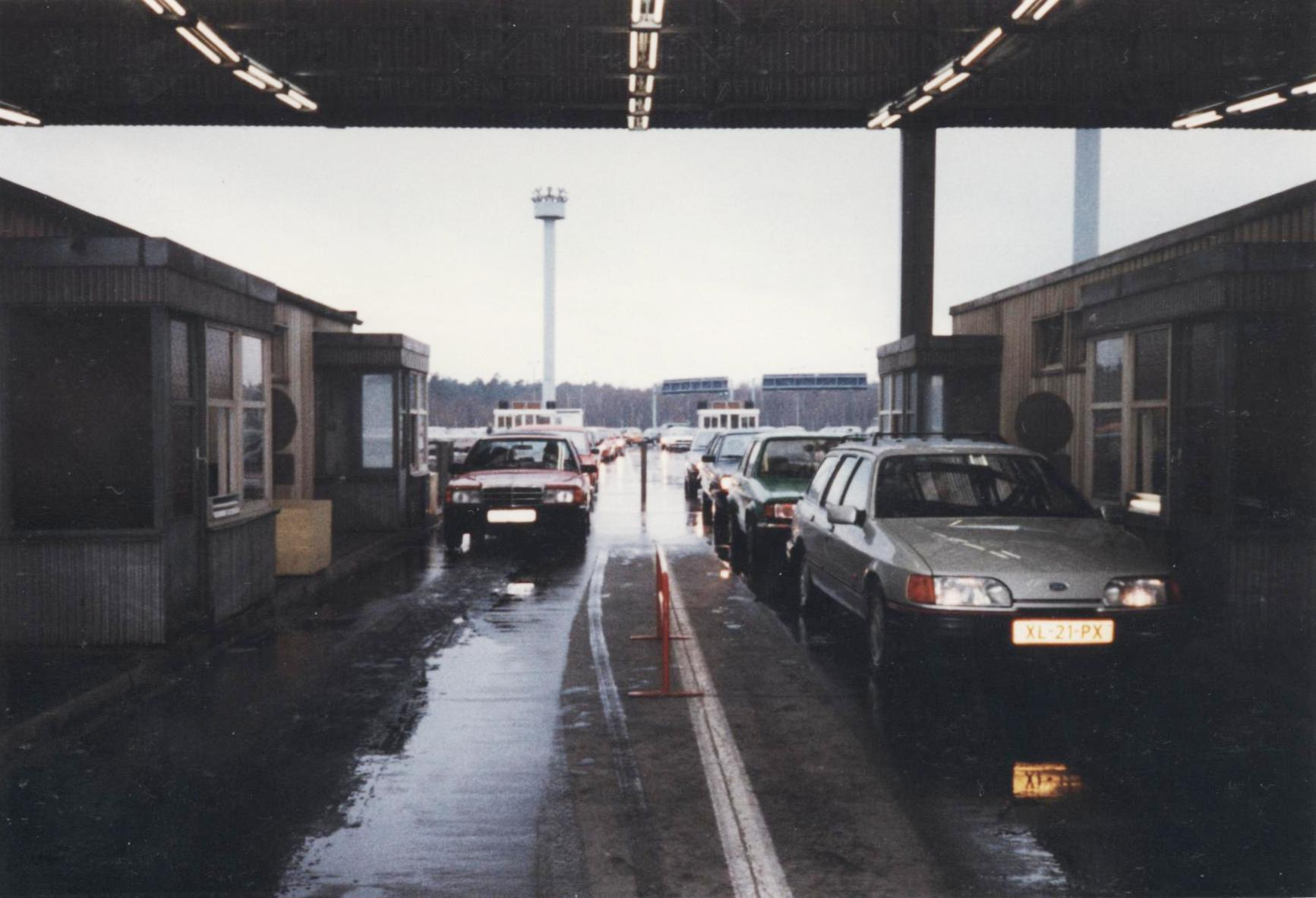
Veicoli in coda al valico di frontiera di Marienborn, dicembre 1989
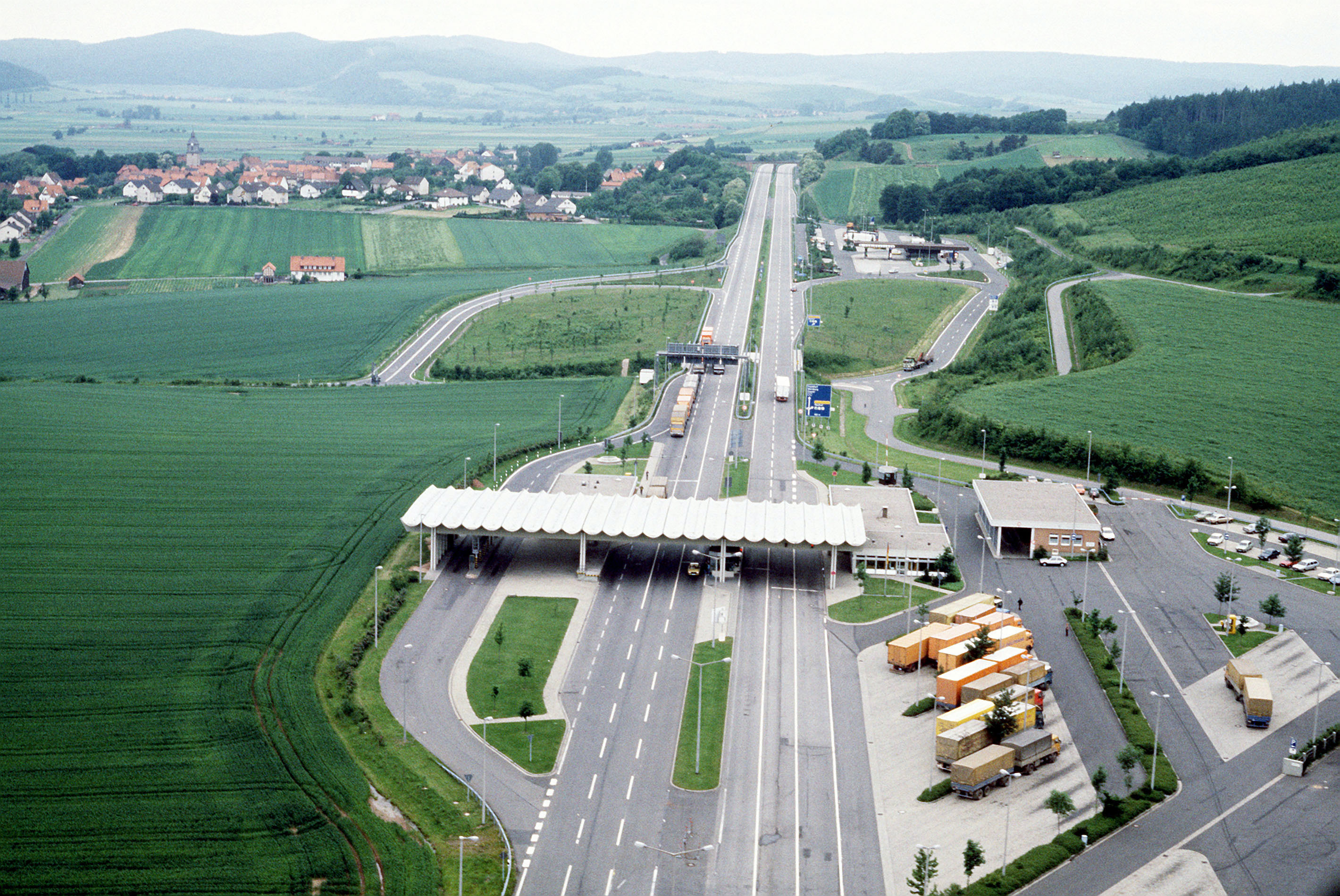
Il valico di frontiera tedesco-occidentale di Herleshausen nel 1985, verso l'autostrada 4

Il valico maggiore era quello di Helmstedt-Marienborn, sull'autostrada 2 Berlino-Hannover, da cui transitarono 34,6 milioni di passeggeri tra il 1985 e il 1989. Noto in codice come "Checkpoint Alpha", era uno dei tre valichi degli Alleati per raggiungere Berlino. Gli altri erano "Checkpoint Bravo", dove l'autostrada entrava nel territorio di Berlino Ovest e il famoso "Checkpoint Charlie", l'unico dove cittadini non tedeschi potevano passare da Berlino Ovest a Berlino Est.
Non era possibile semplicemente guidare attraverso le aperture nella fortificazione che esistevano in corrispondenza dei valichi, dato che sul lato orientale erano poste barriere mobili. I veicoli erano soggetti a una rigorosa ispezione per individuare eventuali fuggitivi. Pozzetti d'ispezione e specchi consentivano di osservare il fondo dei veicoli. Venivano anche inserite sonde negli chassis e nei serbatoi del carburante, i veicoli potevano anche essere parzialmente smontati nelle officine poste al valico. Vi era anche un garage mortuario per verificare che gli occupanti delle bare in transito fossero effettivamente morti. I passeggeri venivano ispezionati e spesso interrogati sulle destinazioni e ragioni del loro viaggio. La tecnologia usata era semplice e lenta, ampiamente basata su schedari cartacei, ma era tuttavia efficiente; nei 28 anni di attività del complesso di Marienborn non si sono registrate fughe.

### Regolamenti trans-frontalieri
I cittadini della Germania Ovest erano in grado di recarsi a est per visitare parenti con relativa libertà, pur dovendo assolvere a numerose formalità burocratiche. I cittadini orientali erano soggetti a restrizioni ancora maggiori. Fino al novembre 1964 nessuno poteva recarsi a ovest, dopo tale data la possibilità fu data ai soli pensionati, facendo nascere una barzelletta secondo cui solo in Germania Est le persone speravano di invecchiare presto. Ai giovani della Germania Est non fu concesso di viaggiare a ovest fino al 1972 e pochi di loro comunque riuscirono a farlo fino a metà degli anni 1980. Per farlo era necessario richiedere un passaporto e un visto di uscita, pagare una tassa consistente, ottenere il permesso dal datore di lavoro e sostenere un interrogatorio con la polizia.
Le probabilità che una domanda fosse accolta non erano elevate: ne venivano approvate circa 40 000 ogni anno. Spesso il rifiuto era arbitrario e dipendente dalla buona o cattiva volontà dei funzionari locali. I richiedenti venivano regolarmente schedati tra i sospetti di attività sovversiva e l'eventuale reiterazione della richiesta, a seguito di un diniego o di una mancata risposta, poteva finanche costare conseguenze giudiziarie. Ai membri dell'élite del partito e agli ambasciatori culturali, così come ai lavoratori dei trasporti necessari a garantire i servizi, erano dati spesso permessi di espatrio; tuttavia non era permesso loro portare con sé le proprie famiglie.
Fino alla fine degli anni 1980 ai cittadini della Germania Est era permesso recarsi a ovest solo per "questioni familiari urgenti" quali matrimoni, malattie gravi o morte di parenti prossimi. Nel febbraio 1986 il governo allentò la definizione di "questioni familiari urgenti" motivando la decisione con la volontà di ridurre il desiderio dei cittadini della DDR di viaggiare e ridurre il numero di domande di espatrio. In pratica, tuttavia, l'effetto fu opposto a quanto desiderato.

### L'emigrazione dalla Germania Est

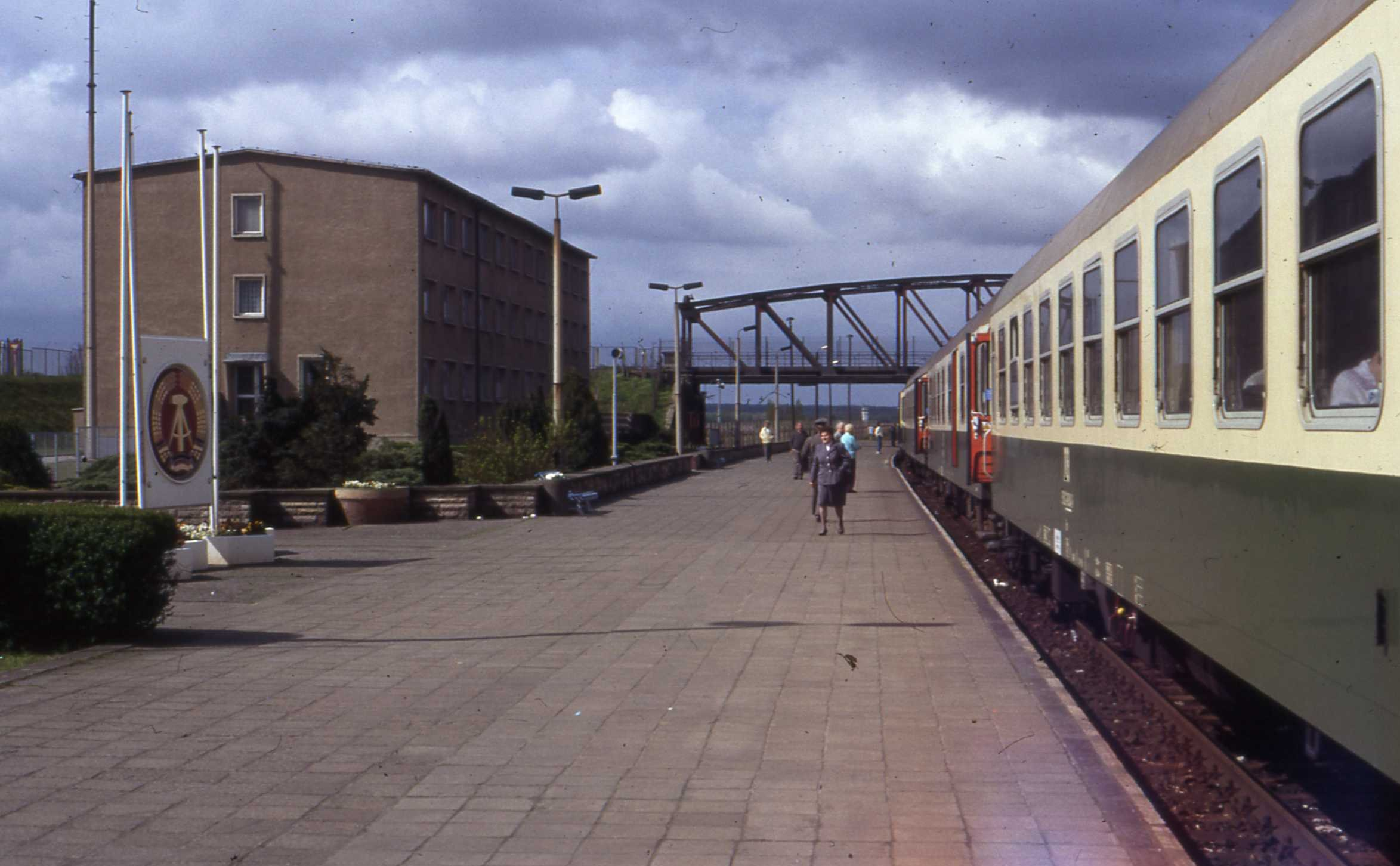
Attraversamento della frontiera alla stazione ferroviaria di Oebisfelde, aprile 1990

Non c'era una base legale formale perché un cittadino della DDR potesse espatriare. Nel 1975, tuttavia, la Germania Est firmò gli Accordi di Helsinki, un trattato pan-europeo teso a migliorare le relazioni tra gli Stati d'Europa. Un crescente numero di cittadini si appellò alle libertà di movimento previste negli accordi per poter ottenere un visto di uscita. Alla fine degli anni 1980 venivano fatte circa 100 000 richieste di visto ogni anno, di cui tra 15 000 e 25 000 accolte positivamente.
Il governo della DDR si opponeva comunque all'emigrazione dei suoi cittadini rendendo il processo di richiesta di un visto deliberatamente lento, frustrante e spesso infruttuoso. I richiedenti venivano marginalizzati, retrocessi o licenziati dai posti di lavoro, esclusi dall'università e soggetti a ostracismo. Ad alcuni veniva prospettata la possibilità che i figli venissero affidati alle cure dello Stato, sulla base della loro incapacità di allevarli. La legge veniva usata per punire chi faceva frequenti richieste; la Stasi arrestò oltre 10 000 richiedenti tra gli anni 1970 e il 1989.
Un rapporto per la sezione sicurezza del Comitato Centrale recita: "Il problema dell'emigrazione ci mette di fronte al fondamentale problema dello sviluppo della DDR. L'esperienza mostra che l'attuale insieme di soluzioni (migliorate possibilità di viaggio, espatrio dei richiedenti, ecc.) non hanno prodotto i risultati sperati, bensì l'opposto." La corsa all'emigrazione, conclude il rapporto, "minaccia di indebolire la convinzione nella correttezza delle linee di condotta del Partito."

### Riscatti e rilasci umanitari
I cittadini della Germania Est potevano anche emigrare attraverso la possibilità semi-segreta di essere riscattati dal governo della Germania Ovest tramite un processo noto come Freikauf (letteralmente: "l'acquisto della libertà"). Tra il 1964 e il 1989 33 755 prigionieri politici vennero riscattati in questo modo. Altri 2 078 prigionieri furono rilasciati a ovest a seguito di un'amnistia nel 1972. Altre 215 000 persone, tra cui 2 000 bambini separati dai genitori, furono lasciate libere di lasciare la Germania Est per ricongiungersi alle loro famiglie. In cambio la Germania Ovest pagò oltre 3,4 milioni di marchi in beni e valuta convertibile.
I riscatti erano valutati su una scala che andava da circa 1 875 marchi per un operaio fino a 11 250 marchi per un medico. Secondo la Germania Est le cifre erano dovute per compensare il denaro investito dallo Stato nell'istruzione del prigioniero. Per un periodo i pagamenti furono fatti in natura sotto forma di merci rare in Germania Est: arance, banane, caffè, medicinali. Il prigioniero medio valeva circa 4 000 marchi di merce.
Tutto ciò era molto controverso in Occidente. La Freikauf fu denunciata da molti come una forma di traffico di esseri umani e difesa da altri come atto umanitario; nei bilanci della Germania Ovest il denaro per la Freikauf era indicato sotto l'eufemistica descrizione di "supporto di speciali misure d'aiuto pantedesco".

## I tentativi di fuga e le vittime

### Flussi di rifugiati e tentativi di fuga

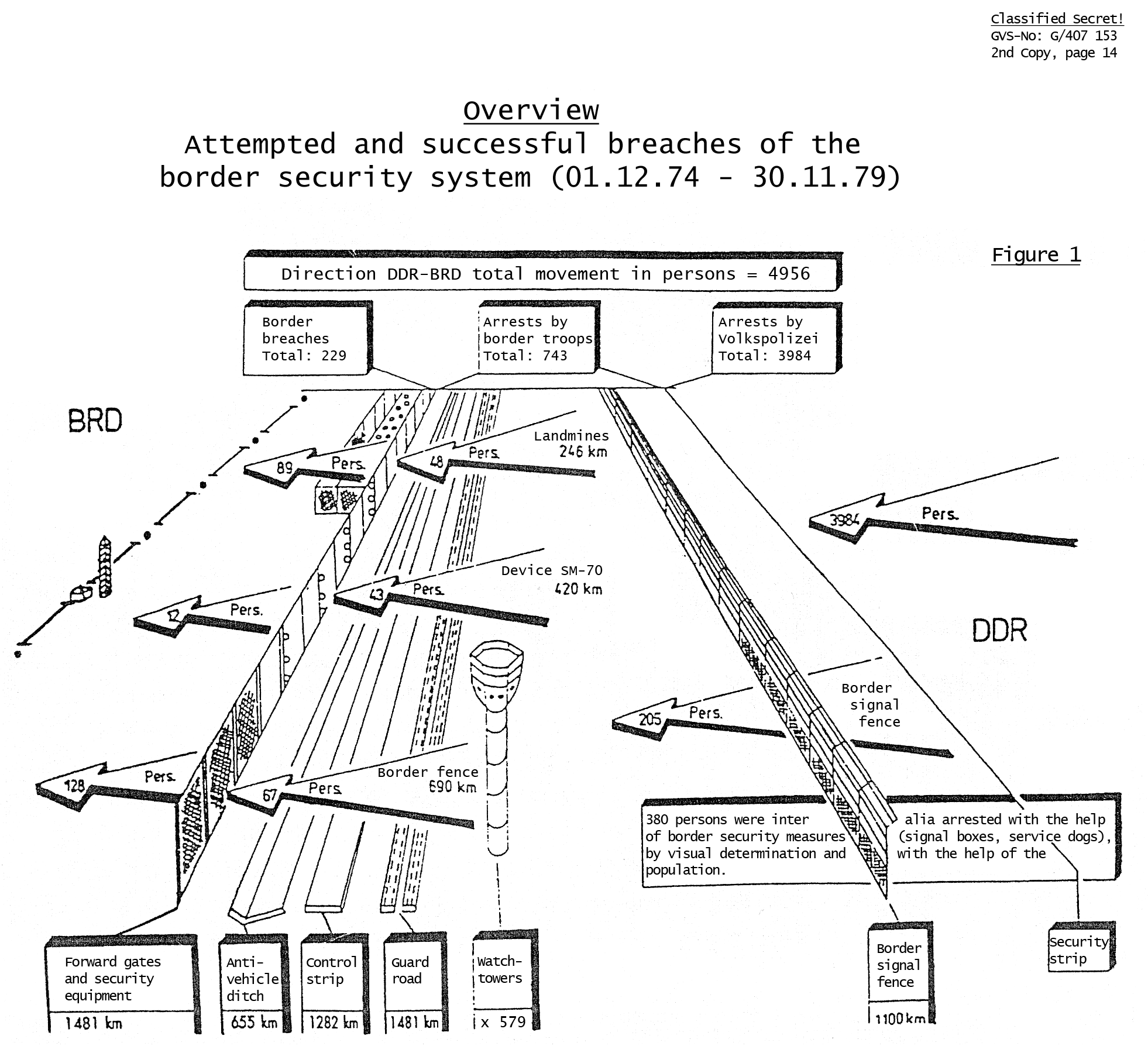
Un diagramma che illustra il numero di persone che sono riuscite a superare i vari elementi del sistema della frontiera inter-tedesca, 1974–79

Tra il 1950 e il 1988, circa quattro milioni di cittadini tedesco-orientali emigrarono a ovest. 3,454 milioni lo fecero tra il 1950 e la costruzione del Muro di Berlino nel 1961. Dopo la fortificazione della frontiera e la costruzione del Muro, il numero di attraversamenti illegali cadde drasticamente e continuò a ridursi a mano a mano che nei decenni successivi le fortificazioni venivano migliorate. Le fughe attraverso il confine tuttavia non furono mai che una parte minoritaria del numero totale delle emigrazioni. Durante gli anni 1980, solo l'1% di coloro che lasciarono la Germania Est lo fecero fuggendo attraverso la frontiera. Molte più persone lasciarono il paese dopo aver ottenuto un permesso ufficiale, o passando da un paese terzo, o venendo "riscattati" dal governo della Germania Ovest.
La grande maggioranza dei rifugiati era motivata dalle condizioni economiche e migrando verso ovest cercava di migliorare le proprie condizioni di vita e opportunità lavorative. Eventi come le repressioni delle rivolte del 1953, l'imposizione della collettivizzazione e la crisi economica finale della Germania Est causarono impennate del numero dei tentativi di fuga.
I tentativi di attraversare la frontiera erano minuziosamente catalogati e studiati dalle autorità della DDR per individuare punti deboli e lacune e per indirizzare rafforzamenti delle fortificazioni nelle aree più vulnerabili. Alla fine degli anni 1970 l'esercito della DDR condusse uno studio sui tentativi di attraversamento del confine (Grenzdurchbrüche). Ne risultò che 4 956 persone tentarono di attraversare il confine tra il 1º dicembre 1974 e il 30 novembre 1979. Di queste, 3 984 persone (80,4%) furono arrestate dalla Volkspolizei nella Sperrzone, la zona limitata esterna. 205 (4,1%) vennero catturati alla barriera di segnalazione.
Un totale di 229 persone (4,6% - meno di una su venti che tentarono) riuscì a varcare le recinzioni. Di esse il maggior numero (129, 55% delle fughe riuscite) superò le recinzioni in un settore non minato. 89 persone (39%) superarono sia la recinzione sia il campo minato e solo 12 persone (6%) riuscirono a superare le mine anti-uomo SM-70 poste sulle recinzioni.
I tentativi di fuga erano puniti severamente nella DDR. Dal 1953 il regime descrisse i tentativi di fuga come Republikflucht ("fuga dalla Repubblica") in analogia con l'esistente reato militare di Fahnenflucht ("diserzione"). Un fuggiasco era dunque etichettato come Republikflüchtiger, ovvero "disertore della Repubblica". Coloro che tentavano la fuga erano Sperrbrecher ("violatori della frontiera"). Coloro che aiutavano i fuggiaschi erano considerati Menschenhändler, ovvero "trafficanti di esseri umani". Connotazioni ideologiche così marcate rendevano coloro che tentavano la fuga veri e propri traditori e criminali.
La Republikflucht divenne un vero e proprio crimine nel 1957, punibile con pesanti multe e carcere fino a tre anni. Ogni atto associato a un tentativo di fuga, compresa la complicità, era soggetto a questa legislazione. Spesso coloro che venivano catturati erano processati per spionaggio. Oltre 75 000 persone furono imprigionate per tentativi di fuga per un tempo mediamente compreso tra uno e due anni. Le guardie di frontiera colpevoli del medesimo reato erano punite più duramente, col carcere fino a mediamente cinque anni.

### I metodi di fuga

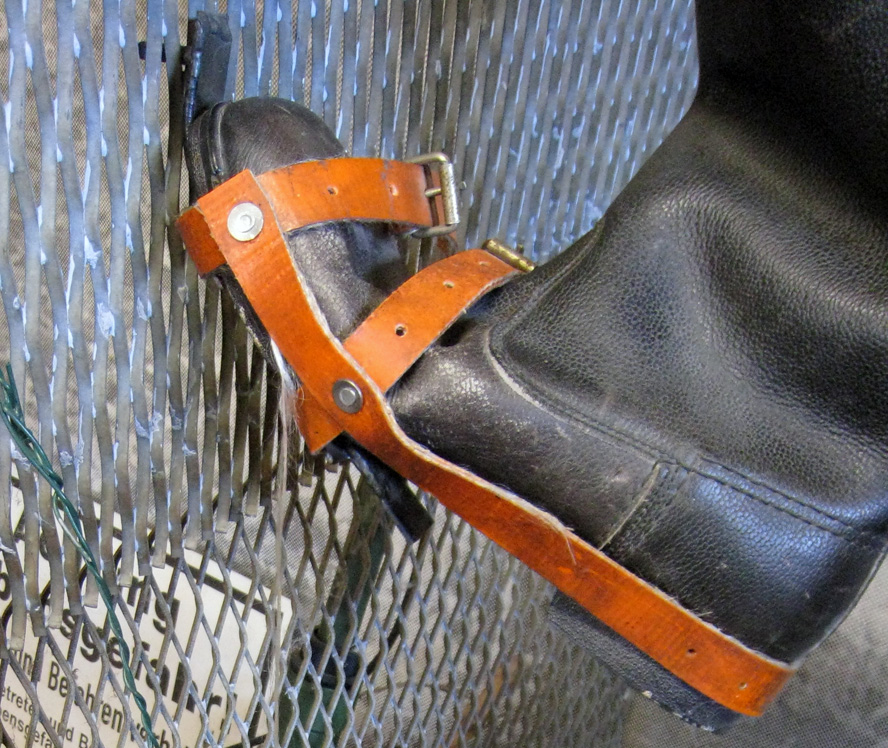
Stivale modificato con una sovrascarpa uncinata, per facilitare lo scavalcamento delle recinzioni
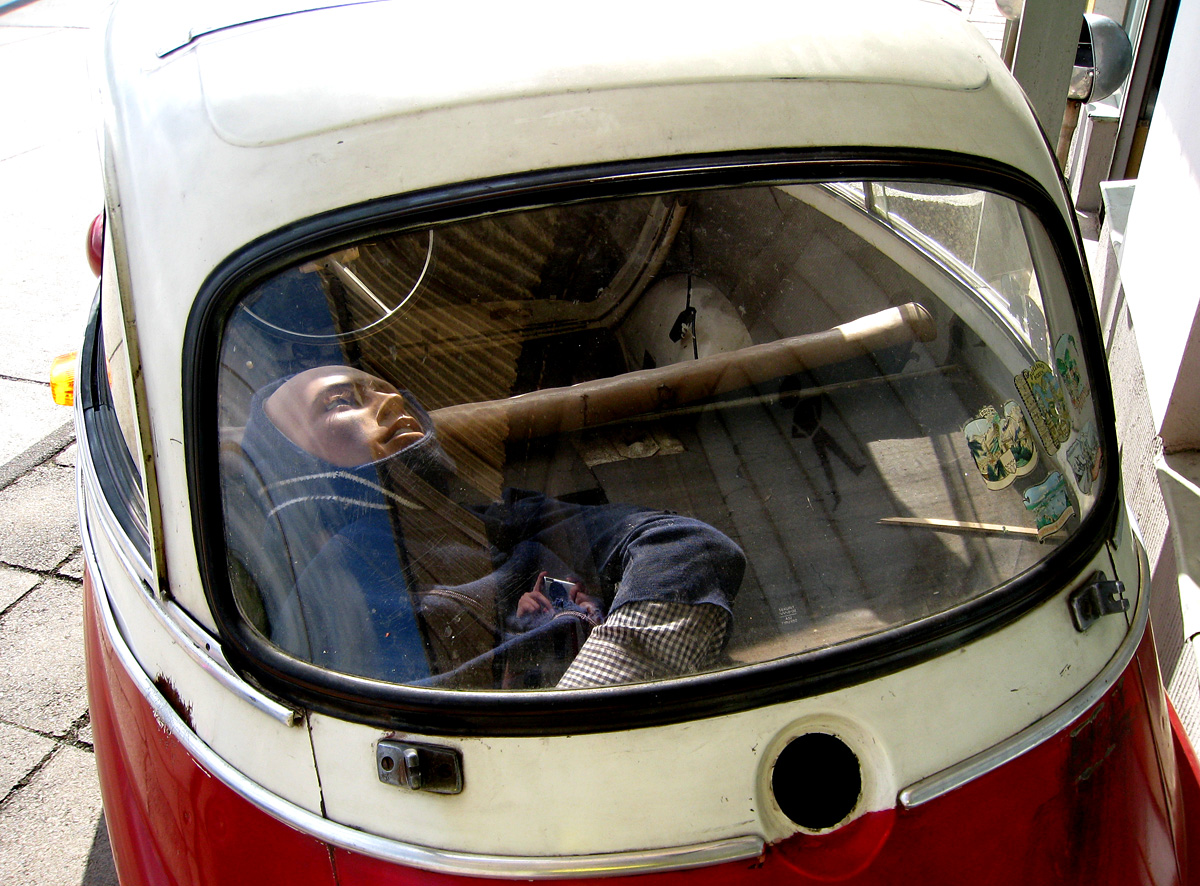
Una BMW Isetta, dove i fuggiaschi venivano nascosti negli anni 1960

I tentativi di fuga avvennero secondo molti metodi diversi. La maggior parte tentava l'attraversamento a piedi, ma molti seguirono vie più insolite. Una delle più spettacolari fu la fuga nel settembre 1979 di otto persone a bordo di un pallone aerostatico ad aria calda autoprodotto. Salirono fino a 2 500 metri per poi scendere vicino alla cittadina tedesco-occidentale di Naila. L'espisodio ispirerà il film Fuga nella notte.
Altri fuggiaschi contarono più sulla forza o sulla resistenza fisica. Un uomo tentò la fuga nel 1987 usando ganci da macelleria per scalare le recinzioni, mentre nel 1971 un medico nuotò per 45 km attraverso il mar Baltico verso l'isola danese di Lolland, per essere poi soccorso da una nave della Germania Ovest. Un altro fuggiasco usò un materassino ad aria compressa per fuggire via mare nel 1987.
Le fughe di massa erano rare. Una delle poche avvenne il 2 ottobre 1961, quando 53 persone - un quarto della popolazione totale - fuggirono dal villaggio di frontiera di Böseckendorf, seguite da altre 13 persone nel febbraio del 1963. Un'insolita fuga in massa avvenne nel settembre 1964 quando 14 persone, di cui 11 bambini, passarono la frontiera nascosti tra carcasse di maiali in un camion frigorifero diretto a ovest.
Il traffico non era a senso unico; migliaia di persone migrarono ogni anno dalla Germania Ovest a est motivate da ragioni familiari o personali. Anche un certo numero di persone delle forze alleate, inclusi militari britannici, francesi e americani passò all'altro lato. Alla fine della "guerra fredda", circa 300 cittadini statunitensi avevano attraversato la "cortina di ferro" per le ragioni più diverse - chi per sfuggire a condanne penali, chi per convinzione politica, chi (come indicato dal St. Petersburg Times) perché tentato da procaci ragazze dell'Est che però piantavano in asso il soldato non appena questi aveva attraversato il confine. Il destino di queste persone fu molto vario: chi venne imprigionato nei campi di lavoro per spionaggio, chi si suicidò, chi invece trovò famiglia e lavoro e si sistemò.

### L'ordine di far fuoco
Dal 1945 in poi, chi cercava di attraversare illegalmente il confine rischiava di subire il fuoco delle guardie tedesco-orientali o sovietiche. L'uso della forza era detto Schießbefehl ("ordine di far fuoco") e fu formalmente in vigore dal 1948, quando furono promulgate leggi relative all'uso delle armi da fuoco sul confine. Un regolamento emesso dalla polizia della Germania Est il 27 maggio 1952 sanciva che "al rifiuto di obbedire agli ordini delle pattuglie di frontiera verrà risposto con l'uso delle armi." Dagli anni 1960 fino alla fine degli anni 1980 alle guardie di frontiera era dato ordine verbale (Vergatterung) di "rintracciare, arrestare o neutralizzare" chi violasse il confine. La DDR codificò formalmente l'uso della forza nel marzo 1982, quando la "Legge sul confine di Stato" prescrisse che le armi da fuoco erano da utilizzare come "massima misura di uso della forza" contro persone che "pubblicamente tentano di forzare il confine di Stato".
I leader della DDR appoggiarono esplicitamente l'uso delle armi da fuoco. Il generale Heinz Hoffmann, ministro della difesa della DDR, dichiarò nell'agosto del 1966 che "chiunque non rispetti le nostre frontiere sentirà i proiettili". Nel 1974 Erich Honecker, nella veste di presidente del consiglio nazionale di difesa della DDR, ordinò che "le armi devono essere usate senza pietà in caso di tentativi di forzatura del confine, e i compagni che usano efficacemente le loro armi da fuoco devono essere lodati."
Quest'ordine fu ovviamente molto deplorato in Occidente e oggetto di particolare critica della Germania Ovest. Le autorità della DDR lo sospesero saltuariamente nelle occasioni in cui sarebbe stato politicamente sconveniente dover spiegare alcune morti, come durante la visita del ministro degli esteri francese nel 1985. Era un problema anche per molte delle guardie della Germania Est; la crisi di coscienza dovuta al dover sparare su propri concittadini fu all'origine di molte delle defezioni nelle loro file.

### Le morti sul confine

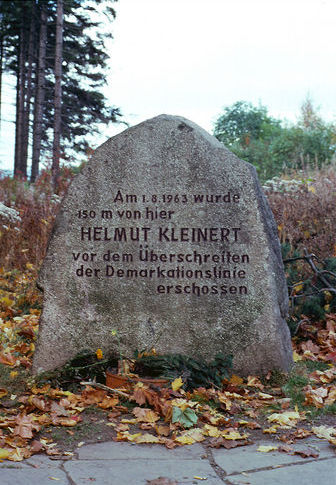
Il memoriale tedesco-occidentale a Helmut Kleinert, ucciso sul confine il 1º agosto 1963. La sua morte fu commemorata dall'unione federale dei sindacati.
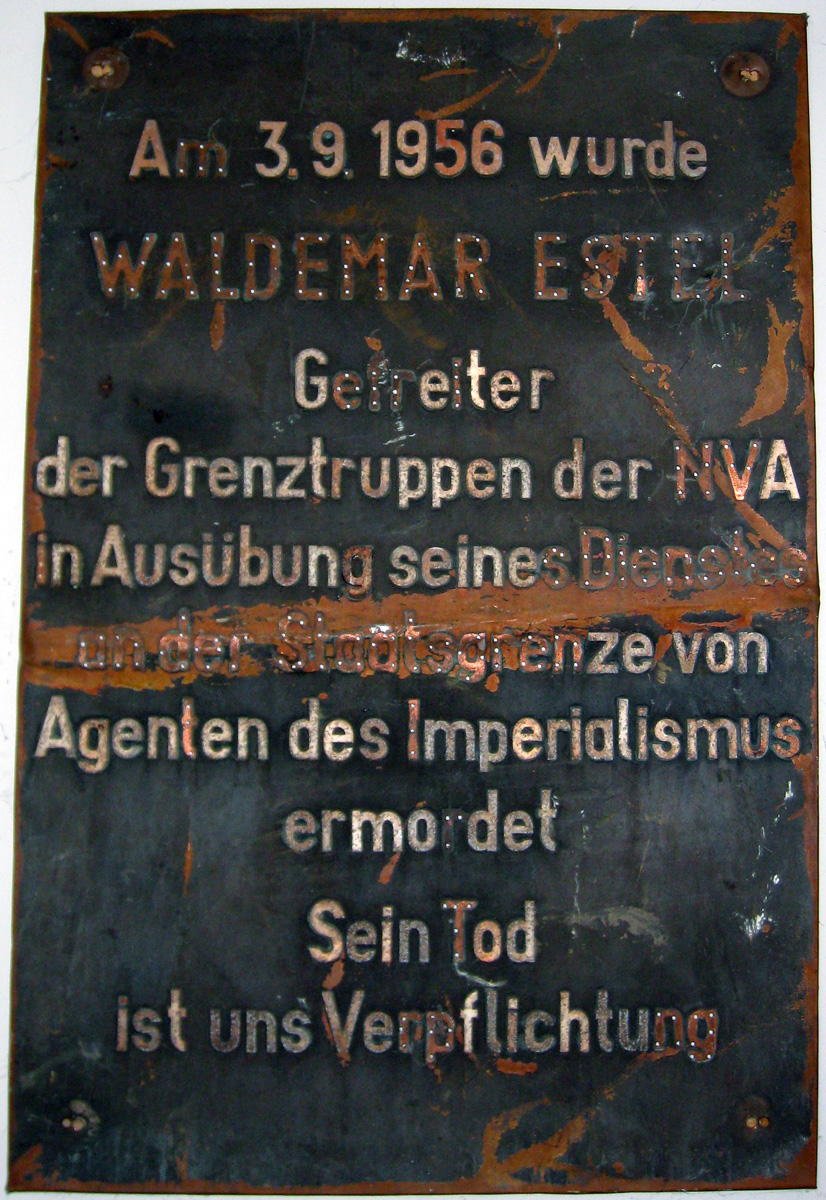
Il memoriale tedesco-orientale alla guardia di frontiera Waldemar Estel, ucciso sul confine il 3 settembre 1956. La DDR incolpò della morte gli "agenti imperialisti".

Ancora non è certo quante siano le persone morte sul confine né chi siano, dato che la DDR considerava queste informazioni segrete. Le stime sono aumentate molto dopo la riunificazione, con le prove trovate negli archivi tedesco-orientali. Stime non ufficiali del 2009 parlano di 1 100 persone a fronte di un conteggio ufficiale compreso tra 270 e 421 morti.
Vi erano molti modi di morire sul confine. Numerosi fuggiaschi furono uccisi dalle guardie, altri furono uccisi dalle mine e dalle trappole. Un consistente numero di persone affogò tentando di attraversarlo nel mar Baltico e nell'Elba. Non tutte le vittime vennero uccise durante un tentativo di fuga. Il 13 ottobre 1961 il giornalista della Westfälische Rundschau Kurt Lichtenstein fu ucciso sul confine vicino al villaggio di Zicherie dopo aver tentato di parlare con alcuni contadini del lato orientale. La sua morte suscitò ampio sdegno in tutto l'arco politico della Germania Ovest. L'incidente spinse gli studenti di Braunschweig a erigere sul confine un segnale di protesta contro l'uccisione.
Nell'agosto 1976 il camionista italiano Benito Corghi rimase ucciso con alcuni colpi di arma da fuoco sparati alle spalle da una guardia di confine al valico di Hirschberg, mentre si stava dirigendo a piedi verso la dogana orientale per recuperare alcuni documenti necessari all'espatrio del suo automezzo. Il governo della DDR ne fu seriamente imbarazzato, anche perché la vittima era iscritta al Partito Comunista Italiano; questo fu l'unico caso registrato nel quale le autorità di Berlino Est porsero le proprie scuse. In una famosa sparatoria il 1º maggio 1976, Michael Gartenschläger, ex prigioniero politico tedesco-orientale, fu vittima di un'imboscata e ucciso da un commando della Stasi sul confine vicino a Büchen. La Stasi riportò che fu "liquidato dalle forze di sicurezza della DDR".
Venticinque guardie di frontiera tedesco-orientali furono uccise da colpi provenienti da occidente, o dalla resistenza dei fuggiaschi o (spesso accidentalmente) dai loro colleghi. Il governo della Germania Est li descrisse come "vittime di assalti armati e provocazioni imperialiste contro il confine di Stato della DDR" e insinuò che "banditi" dell'Ovest prendessero le guardie in servizio a bersaglio.
Le due parti celebravano i loro morti in maniere differenti. Sul lato occidentale sorsero numerosi memoriali non ufficiali a commemorazione delle vittime del confine. Tedeschi occidentali come Michael Gartenschläger e Kurt Lichtenstein furono commemorati con segnali e memoriali, alcuni dei quali patrocinati dal governo. La morte del tedesco orientale Heinz-Josef Große nel 1982 venne commemorata annualmente con dimostrazioni sul lato occidentale del confine. Dopo l'inizio della distensione, negli anni 1970, l'appoggio nazionale ai memoriali sul confine venne meno perché politicamente sconveniente.
In Germania Est il tabù che circondava i fuggiaschi rendeva la grandissima parte delle morti non pubblicizzata e non commemorata. Le morti delle guardie di frontiera invece erano usate dalla propaganda, che li dipingeva come martiri. Quattro cippi memoriali furono eretti a Berlino Est per segnare le loro morti. Il governo tedesco-orientale intitolava loro scuole, caserme e altri edifici pubblici e usava i memoriali come luogo di pellegrinaggio a significare che (come da slogan) "le loro morti sono il nostro impegno" a mantenere la frontiera. Dopo il 1989 i memoriali sono stati vandalizzati, rinnegati e infine rimossi.

## La caduta del confine

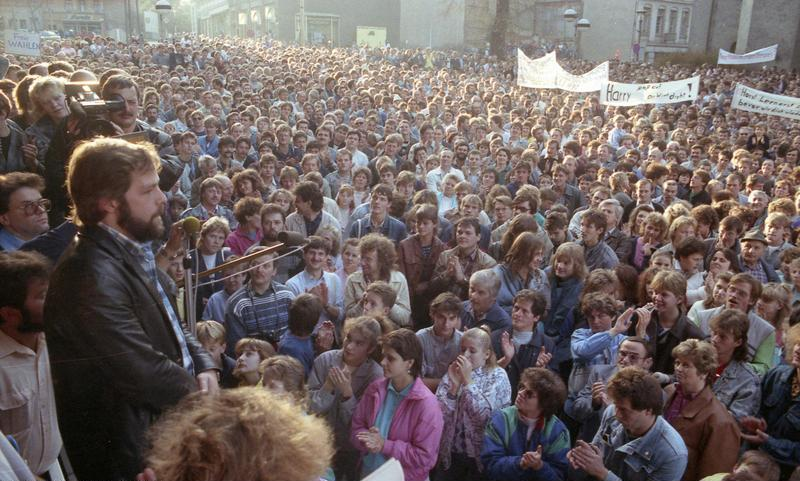
Una manifestazione per la democrazia, la libertà di stampa e la libertà di movimento a Plauen il 30 ottobre 1989

La caduta del confine intra-tedesco giunse rapida e inattesa nel novembre 1989 insieme con la caduta del Muro di Berlino. La sua integrità era già compromessa dal maggio 1989, quando il governo comunista riformista dell'Ungheria, supportato dal leader sovietico Michail Gorbačëv, iniziò a smantellare le proprie fortificazioni di confine. L'Ungheria era già una destinazione popolare per i turisti della Germania Est e il suo governo, ancora nominalmente comunista, stava pianificando libere elezioni e riforme economiche come parte di una strategia per "riunirsi all'Europa" e riformare la propria economia in affanno.
L'apertura della frontiera tra Ungheria e Austria fu cruciale; la Germania Ovest aveva segretamente offerto un prestito di 500 milioni di marchi in cambio della possibilità dei cittadini della DDR di uscire liberamente attraverso i valichi ungheresi. Immagini dei reticolati di filo spinato smantellati venivano diffuse in Germania Est dalle emittenti televisive occidentali.
Le immagini provocarono un esodo di centinaia di migliaia di tedeschi orientali, che iniziò già nel settembre 1989. Oltre a chi usciva attraverso il confine ungherese, decine di migliaia di cittadini della DDR scalavano le mura delle ambasciate della Germania Ovest a Praga, Varsavia e Budapest, richiedendo asilo e ottenendo di essere riconosciuti come "cittadini tedeschi" dal governo federale.
Il governo comunista ortodosso della Cecoslovacchia chiuse il proprio confine con la Germania Est per soffocare l'esodo. La chiusura produsse proteste in tutta la Germania Est e l'idea del governo tedesco-orientale di far uscire i migranti dal paese alla chetichella in treni piombati fallì miseramente. Carte d'identità e passaporti tedesco-orientali stracciati furono lanciati dai finestrini dei treni in corsa. Quando i treni attraversarono Dresda, circa 1 500 persone li assaltarono per tentare di salirvi a bordo. Ci furono dozzine di feriti e l'atrio della stazione fu praticamente distrutto.
Le piccole manifestazioni pro-democrazia del lunedì presto richiamarono folle di centinaia di migliaia di persone in tutte le città della Germania Est. Il governo considerò l'uso della forza, ma fece un passo indietro mancandogli il supporto dell'Unione Sovietica per un'azione violenta analoga a quanto recentemente avvenuto in Cina in piazza Tienanmen. I membri riformisti del Politbüro tedesco-orientale cercarono di raffreddare la situazione forzando l'ortodosso Erich Honecker a dimettersi e sostituendolo con Egon Krenz.
Il nuovo governo riaprì il confine con la Cecoslovacchia nel tentativo di placare le proteste, ma ciò portò a una ripresa dell'esodo attraverso l'Ungheria. L'8 novembre 1989, con enormi dimostrazioni in corso in tutto il paese, si dimise l'intero Politbüro e ne venne nominato uno nuovo, più moderato, sotto la guida di Krenz.

### L'apertura della frontiera, la "rivoluzione delle banane" e il crollo della DDR

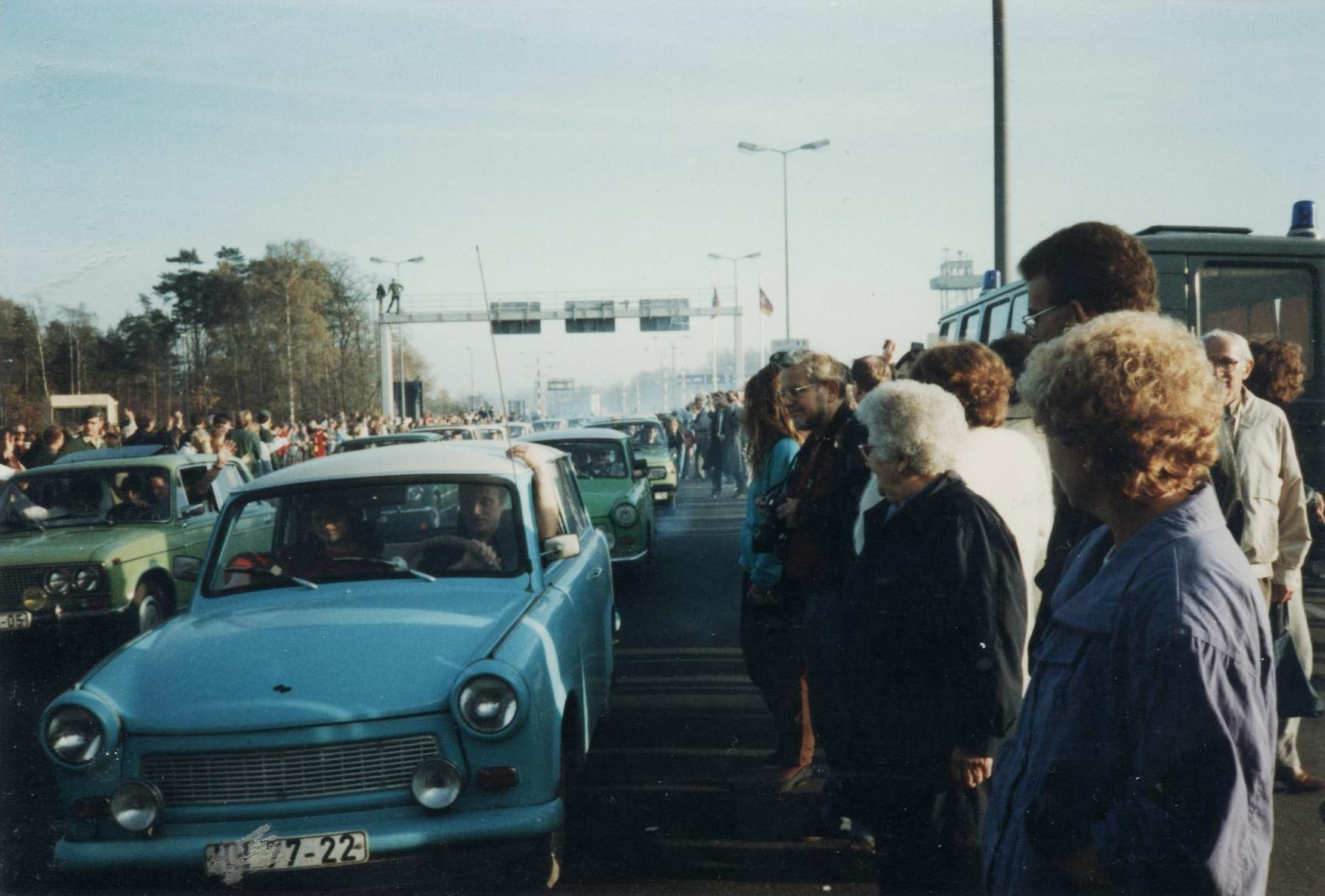
Una folla di tedeschi occidentali saluta le Trabant provenienti dalla Germania Est al valico di Helmstedt, 11 novembre 1989
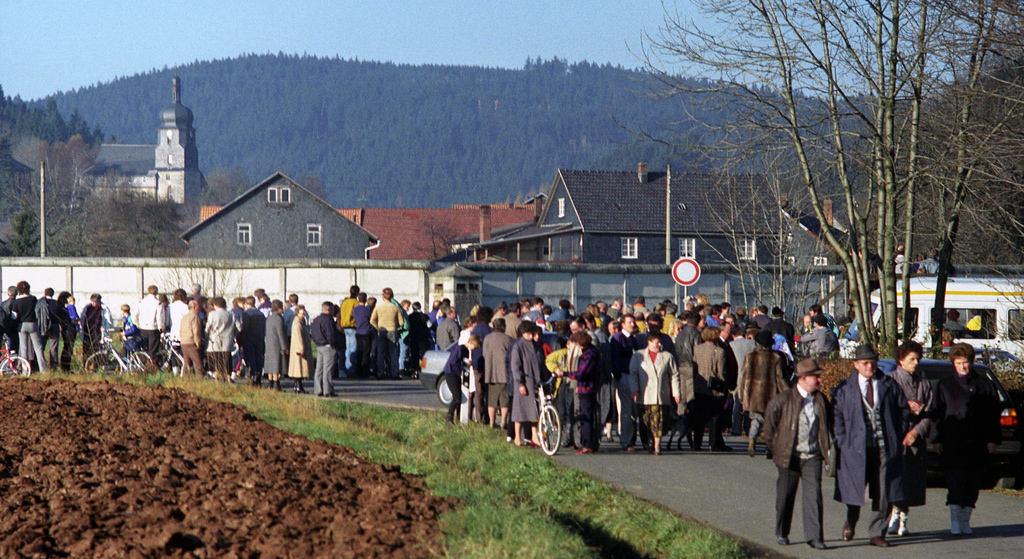
Tedeschi dell'Est e dell'Ovest davanti alla frontiera appena aperta a Heinersdorf, in Turingia, 4 dicembre 1989

Il governo della Germania Est cercò di disinnescare la situazione allentando i controlli di frontiera a partire dal 10 novembre 1989, l'annuncio fu dato durante una concitata conferenza stampa a Berlino Est dal membro del Politbüro Günter Schabowski, secondo cui il nuovo regime di controlli era un modo per liberare la popolazione da una situazione di pressione psicologica legalizzando e semplificando l'emigrazione. Fraintendendo la nota a lui passata riguardo alla decisione di aprire la frontiera, annunciò che i valichi sarebbero stati aperti "immediatamente, senza indugio", piuttosto che dal giorno successivo, com'era nelle intenzioni governative. Inoltre, non voleva essere né un'apertura incontrollata, né un'apertura da applicare a coloro che erano intenzionati a visitare l'Ovest come turisti. In un'intervista con Tom Brokaw della NBC concessa dopo la conferenza stampa, Schabowski disse che "non è una questione di turismo. È un permesso per lasciare la DDR."
Poche ore dopo che la conferenza stampa andò in diretta TV, migliaia di persone si radunarono al Muro di Berlino chiedendo alle guardie di aprire i passaggi. Le guardie non furono in grado di contattare i loro superiori per chiarimenti e, temendo un assalto, aprirono i varchi. Le immagini successive di persone che si riversano a Berlino Ovest e di persone che prendono il Muro a picconate fecero il giro del mondo.
Mentre gli occhi del mondo erano puntati sulla caduta del Muro a Berlino, un simultaneo processo di Grenzöffnung (apertura delle frontiere) stava avvenendo lungo l'intero confine intra-tedesco. I valichi furono aperti immediatamente. Nei quattro giorni successivi 4,3 milioni di tedeschi dell'Est - un quarto della popolazione totale - si recarono nella Germania Ovest. Al valico di Helmstedt sull'autostrada Berlino-Hannover, le auto formarono una coda lunga fino a 65 chilometri; alcuni automobilisti attesero anche 11 ore per passare. Il confine venne gradualmente aperto nei mesi successivi aprendo nuovi valichi e ricollegando comunità rimaste separate per quasi 40 anni. Il reporter della BBC Ben Bradshaw descrisse scene di giubilo alla stazione di Hof in Baviera nelle prime ore del 12 novembre.
Neanche le guardie di frontiera della Germania Est erano immuni all'euforia. Una di loro, Peter Zahn, descrisse come lui e i suoi colleghi reagirono all'apertura delle frontiere:
Con sorpresa di molti tedeschi occidentali, molti dei visitatori dall'Est spesero i loro 100 marchi "di benvenuto" comprando grandi quantità di banane, rare e costosissime all'Est. Per mesi, dopo l'apertura dei confini, le banane andarono tutte esaurite nei supermarket lungo la sponda occidentale del confine; molti tedeschi orientali ne compravano casse intere, convinti che le scorte sarebbero andate presto esaurite. La corsa all'accaparramento della frutta fece della banana il simbolo ufficioso dei cambiamenti in Germania Est, da alcuni etichettati come "rivoluzione delle banane".
Alcuni attivisti di sinistra della Germania Ovest protestarono contro quella che a loro appariva come una febbre consumistica gettando banane ai visitatori dall'Est. L'ossessione dei tedesco-orientali per le banane fu parodiata dal settimanale satirico Titanic: sulla copertina del numero di novembre 1989 titolava "La tedesca dell'est Gaby (17 anni), felice di essere in Germania Ovest: la mia prima banana" e mostrava la ragazza reggere un grosso cetriolo pelato.
L'apertura della frontiera ebbe un profondo effetto politico e psicologico sulla popolazione della Germania Est. Per molti, l'esistenza stessa della DDR, che il Partito Socialista Unificato di Germania (SED) giustificava come il primo "Stato socialista sul suolo tedesco", perse ogni senso. Lo Stato era in bancarotta, l'economia era al collasso, la classe politica era screditata, le istituzioni governative erano nel caos e la popolazione era demoralizzata dallo svanire delle convinzioni collettive che avevano sostenuto la società per quarant'anni. Anche i membri del Partito erano allo sbando, Krenz si dimise il 6 dicembre 1989 dopo soli 50 giorni in carica, passando il testimone al moderato Hans Modrow. La rimozione delle limitazioni ai viaggi spinse centinaia di migliaia di tedeschi dell'Est a emigrare in Germania Ovest - oltre 116 000 lo fecero tra il 9 novembre e il 31 dicembre 1989, contro i 40 000 dell'intero anno precedente.
La nuova leadership della Germania Est iniziò delle tavole rotonde con i gruppi di opposizione, similmente a quanto visto nell'organizzazione delle elezioni multi-partitiche in Ungheria e Polonia. Nel marzo 1990 le prime elezioni libere scalzarono la SED dal potere - ora rinominata in Partito del Socialismo Democratico (PDS) - e consegnarono la maggioranza all'Alleanza per la Germania, una coalizione guidata dall'Unione Cristiano-Democratica del cancelliere Helmut Kohl. Entrambe le nazioni si mossero rapidamente verso la riunificazione, con il supporto della diplomazia internazionale. Nel luglio 1990 venne raggiunta l'unione monetaria. Un "Trattato sullo stato finale della Germania" venne siglato nell'agosto 1990 e la riunificazione politica ebbe luogo il 3 ottobre 1990.

### L'abbandono della frontiera

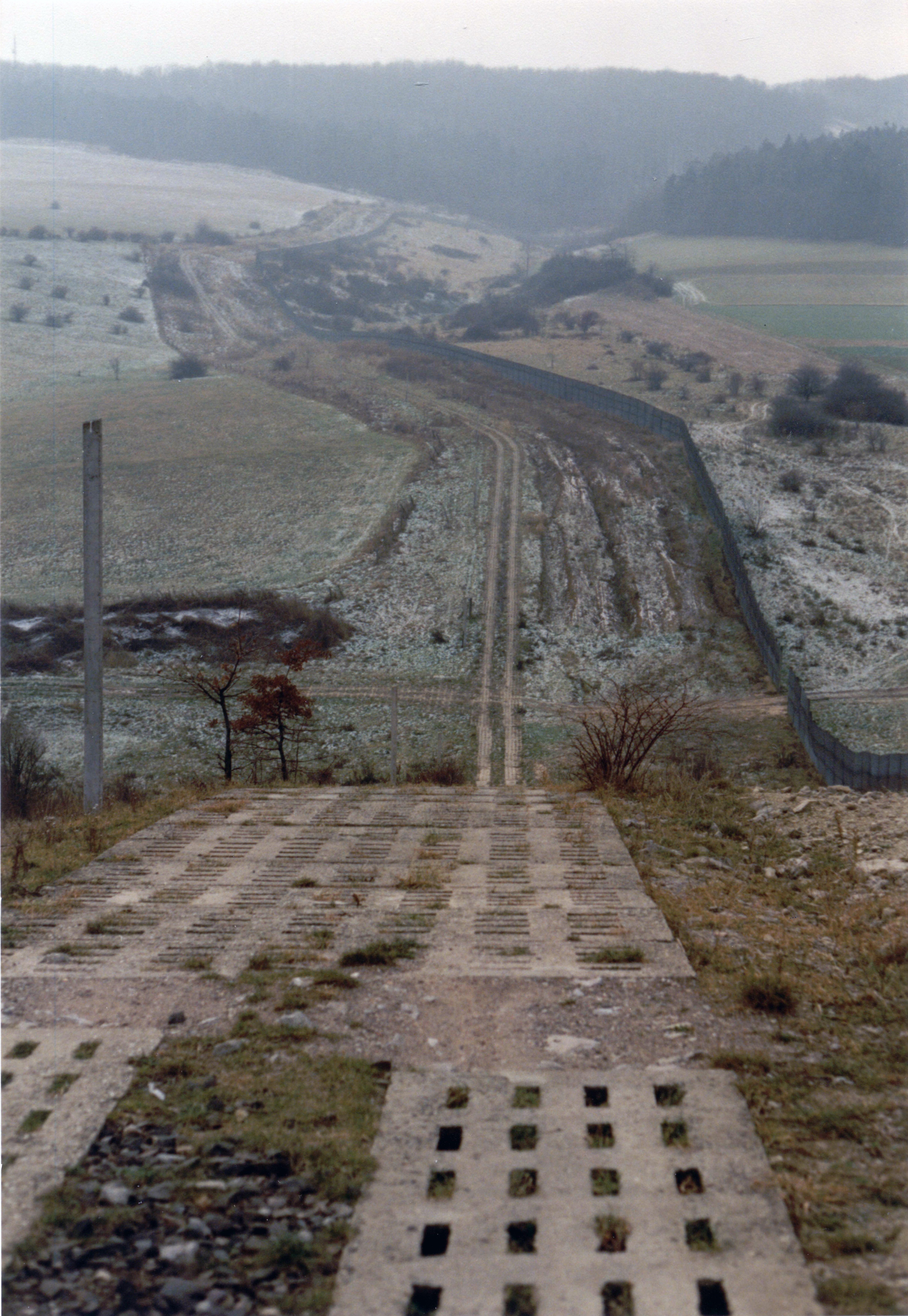
La frontiera abbandonata in Turingia, dicembre 1990

Le fortificazioni di frontiera vennero progressivamente smantellate e abbandonate nei mesi successivi all'apertura del confine. Dozzine di nuovi valichi vennero aperti entro il febbraio del 1990, le guardie non erano più armate né si impegnavano particolarmente nel controllo dei documenti dei viaggiatori. Il numero delle guardie venne rapidamente ridotto; metà furono licenziate entro i cinque mesi successivi all'apertura del confine. Il 1º luglio 1990 il confine fu abbandonato e le Grenztruppen ufficialmente sciolte; tutte loro, tranne 2 000 uomini, furono licenziate o trasferite a nuovi lavori.
Alle guardie rimanenti e ad altri soldati dell'ex NVA, la Bundeswehr diede il compito di eliminare le fortificazioni, lavoro che fu completato nel 1994. Si trattò di un lavoro immenso, che consisteva non solo nell'eliminare le strutture della frontiera, ma anche di ricostruire le centinaia di strade e ferrovie interrotte. Una seria complicazione venne data dalla presenza delle mine: benché si presumesse che 1,4 milioni di mine fossero state rimosse durante gli anni 1980, 34 000 di esse mancavano all'appello. Altre 1 100 mine vennero trovate e rimosse dopo la riunificazione al costo di oltre 250 milioni di marchi in un programma che s'è concluso solo alla fine del 1995.
Il compito dei bonificatori della frontiera fu ufficiosamente aiutato dagli abitanti delle zone prospicienti entrambi i lati del confine, che riutilizzarono recinzioni, cavi e blocchi di cemento per usi privati. Molte delle recinzioni vennero vendute a un'azienda di recupero dei metalli di scarto. Molti gruppi ambientalisti si impegnarono nel rinverdire il confine, piantando erba e alberi nelle aree disboscate.

## L'area della frontiera oggi

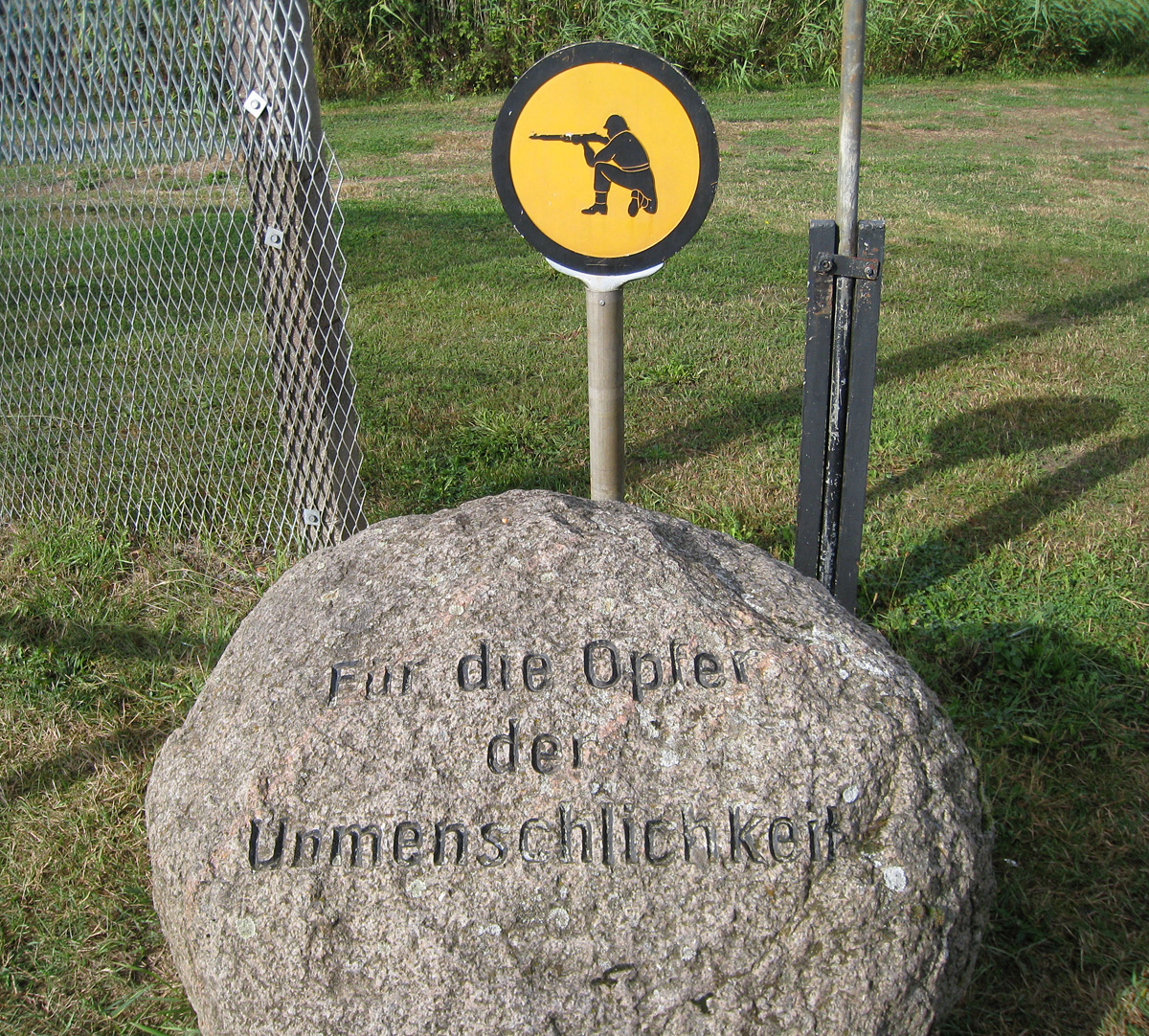
Memoriale "alle vittime della disumanità" a Rüterberg, Meclemburgo-Pomerania anteriore
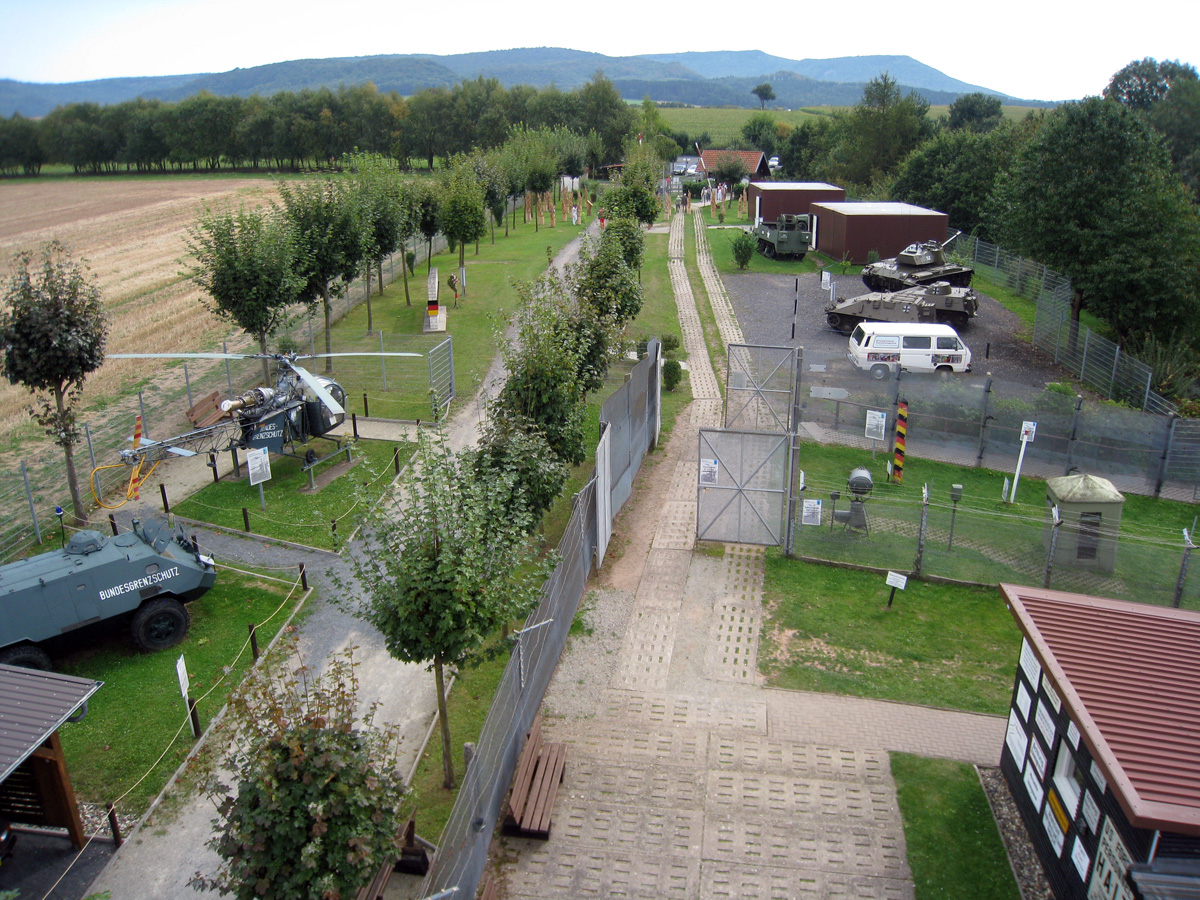
Vista del Grenzmuseum Schifflersgrund, in Turingia

Molto poco rimane delle installazioni lungo l'ex frontiera intra-tedesca. Lungo il tracciato almeno 30 musei pubblici, privati e municipali mostrano equipaggiamenti e altri manufatti relativi al confine. Tra i siti preservati si contano alcune dozzine di torrette di osservazione, strisce di recinzione e installazioni relative (alcune di esse ricostruite); sezioni del muro sono ancora in situ a Hötensleben e Mödlareuth e alcuni edifici correlati alle attività di frontiera al valico di Marienborn.
Ampie parti della Kolonnenweg restano in uso come strade di accesso forestale, dopo che i correlati fossati, reticolati e altri ostacoli sono stati rimossi. Opere d'arte, cippi commemorativi, memoriali e altri segnali sono posti lungo molti punti dell'ex confine per ricordarne le vittime, nonché la divisione e la riunificazione della Germania.
La chiusura delle zone di confine per quasi 40 anni ha creato in alcune località dei rifugi per le specie naturali. Benché parti della Germania Est fossero dedicate all'agricoltura, l'agricoltura intensiva praticata in altre zone della Germania era assente. Già negli anni 1970 i movimenti conservazionisti si resero conto che il confine era divenuto un rifugio per rare specie animali e vegetali. Il governo bavarese ha attuato un programma di acquisto delle terre lungo l'ex confine per preservarle dallo sviluppo urbano.
Nel dicembre 1989, solo un mese dopo la riapertura del confine, i conservazionisti dell'Est e dell'Ovest si incontrarono per pianificare una Grünes Band Deutschland ("cintura verde della Germania") tra il mar Baltico e il confine ceco. Il Bundestag ha votato all'unanimità nel dicembre 2004 l'estensione della protezione federale alla "cintura" e la sua inclusione in una "European Green Belt" che va a svilupparsi lungo l'intero tracciato dell'ex "cortina di ferro". La Grünes Band Deutschland oggi collega 160 parchi naturali, 150 aree a flora e fauna protette, tre riserve della biosfera dell'UNESCO e il parco nazionale dei monti Harz. È rifugio per molte specie altrove rare in Germania, incluso il gatto selvatico, la cicogna nera, la lontra e rari muschi e orchidee. La maggior popolazione di nibbio reale della Germania (oltre metà dei 25 000 esemplari di tutta Europa) vive lungo l'ex confine. Il Bund für Umwelt und Naturschutz Deutschland, uno dei maggiori gruppi conservazionisti tedeschi, cerca di estendere le aree destinate alla conservazione della natura.